# Jean Lannes
Pour les articles homonymes, voir Jean Lannes (mathématicien), Lannes et Montebello.
Jean Lannes, 1er duc de Montebello, né le 10 avril 1769 à Lectoure (Occitanie) et mort le 31 mai 1809 sur l'île de Lobau, en Autriche, à la suite des blessures reçues à la bataille d'Essling, est un général français de la Révolution et de l'Empire, élevé à la dignité de maréchal d'Empire en 1804 et inhumé au Panthéon en 1810.
Engagé volontaire en 1792, il fait ses premières armes sur le front pyrénéen, puis dans l'armée d'Italie où, général de brigade, il est remarqué par Bonaparte lors de la bataille du pont d'Arcole. Il participe ensuite à la campagne d'Égypte et est élevé au rang de général de division.
Lors de la seconde campagne d'Italie (1799-1800), il dirige l'avant-garde de l'armée française. Il remporte son plus grand succès à la bataille de Montebello le 9 juin 1800. Son intelligence et son aptitude au combat sont confirmées lors de la bataille de Marengo cinq jours plus tard. Il est ensuite ministre plénipotentiaire au Portugal où il se heurte aux diplomates britanniques et portugais. En 1804, Napoléon l’élève à la dignité de maréchal d'Empire et lui donne le commandement du cinquième corps de l'armée des côtes de l'Océan.
Il participe à la campagne d'Allemagne achevée à Austerlitz (décembre 1805). Ayant quitté l'armée à la dissolution de la Troisième Coalition, il est rappelé par Napoléon lorsque la Prusse déclare la guerre à la France et suit l'Empereur dans sa campagne de Prusse et de Pologne : après la bataille d'Iéna (octobre 1806), il est chargé de pourchasser l'armée russe de Bennigsen, qu'il écrase à la bataille de Pułtusk. Il prend part à la bataille de Friedland où il combat encore en infériorité numérique. Le 15 juin 1808, il est fait duc de Montebello puis envoyé en Espagne où il remporte la bataille de Tudela, puis mène le second siège de Saragosse.
En 1809, il participe à la deuxième campagne d'Autriche, durant laquelle Vienne est de nouveau prise par les Français. Mais le 22 mai 1809, durant la bataille d’Essling, le maréchal Lannes, après avoir vu son ami le général Pouzet se faire tuer d'une balle perdue, est frappé à son tour par un boulet de trois livres qui le blesse gravement aux jambes. Malgré les tentatives des médecins, il meurt le 31 mai 1809, à l'âge de 40 ans.
Au cours de sa carrière, Lannes a démontré des qualités d'attaquant (Saragosse, Montebello), de chef d'avant-garde (Friedland, Aspern-Essling) ou de manœuvrier (Ulm, Iéna) qui en font, avec Davout, l'un des meilleurs commandants dont ait disposé Napoléon. Celui-ci dira de lui à Sainte-Hélène : « Lannes, le plus brave de tous les hommes […] était assurément un des hommes au monde sur lesquels je pouvais le plus compter […] L'esprit de Lannes avait grandi au niveau de son courage, il était devenu un géant […] ».

## Biographie

### Début de carrière

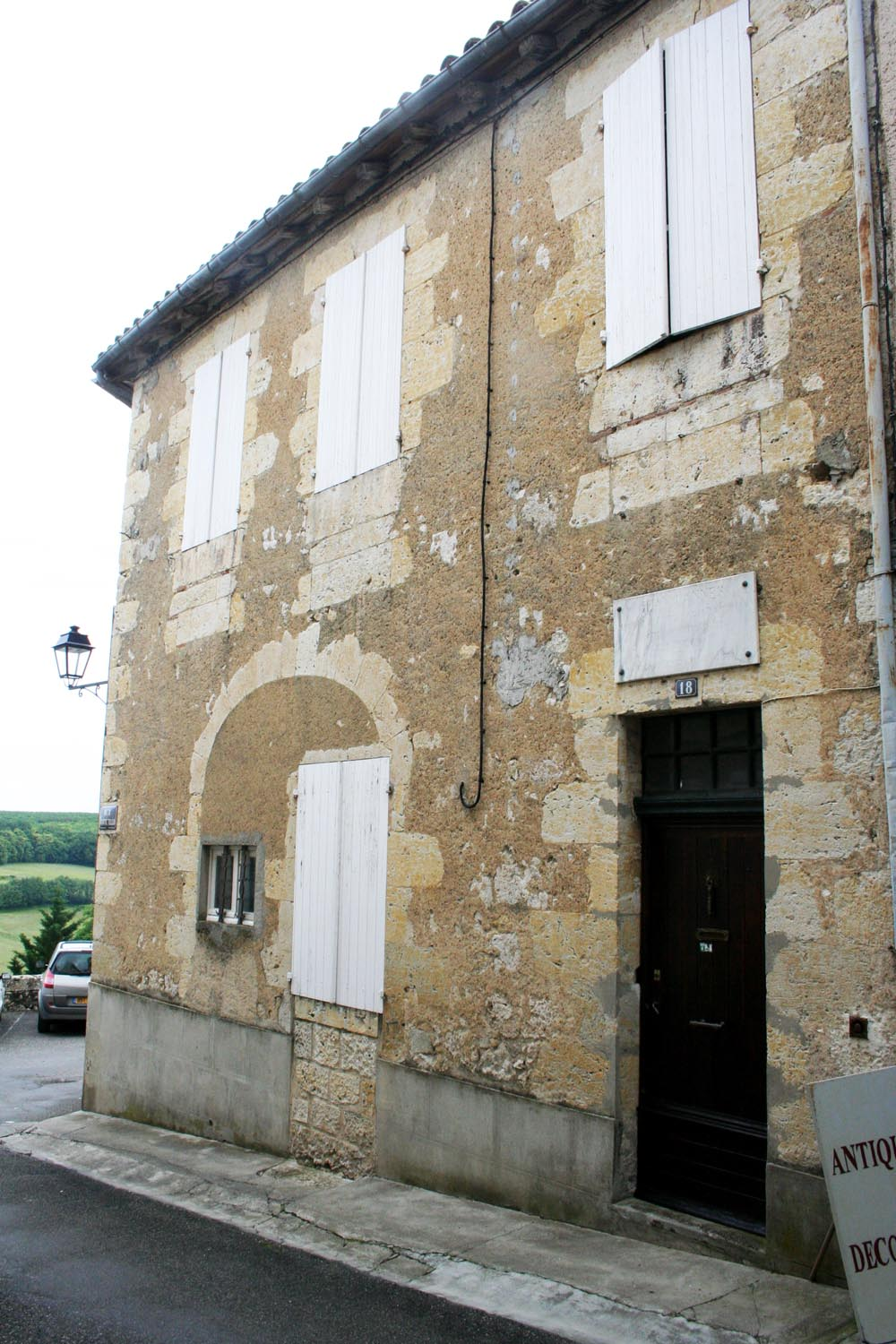
La maison natale de Jean Lannes à Lectoure.

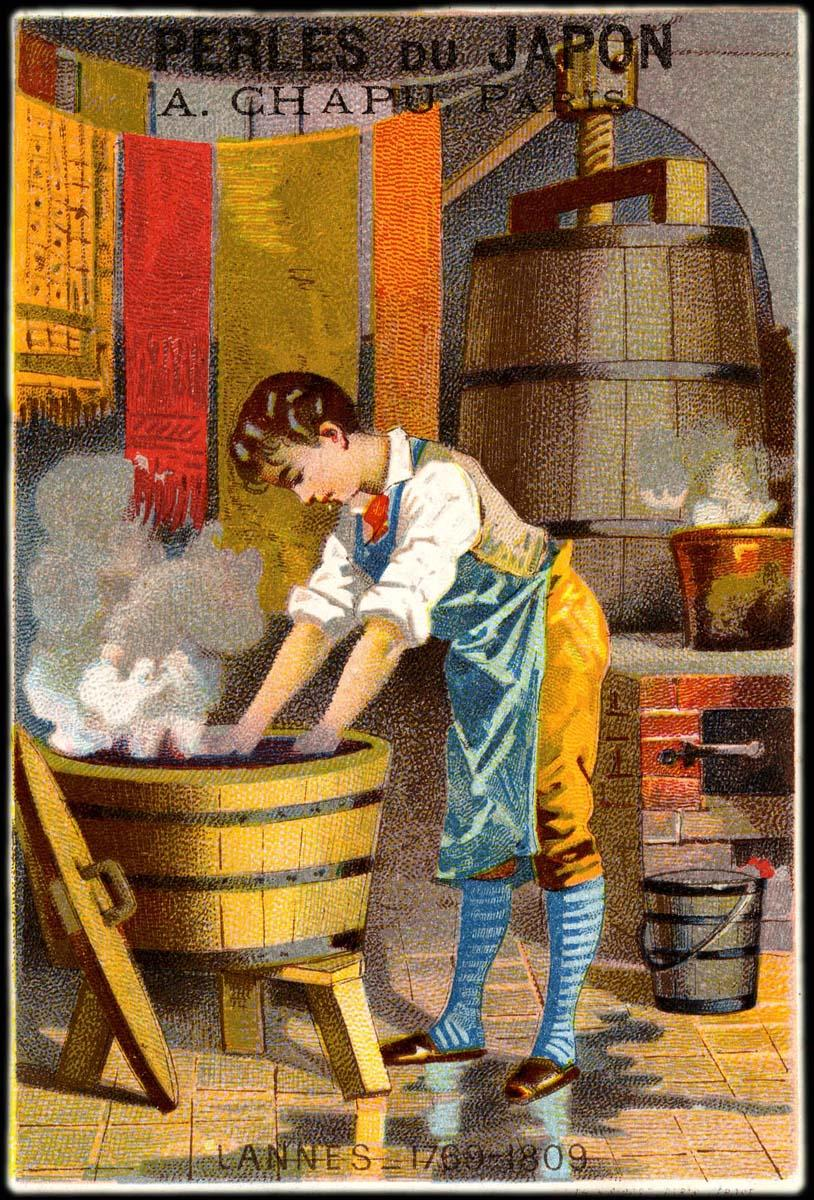
Le petit Lannes, apprenti teinturier. Publicité du XIXe siècle (entre 1884 et 1890), chromolithographie sur carton.

Jean Lannes est né le 10 avril 1769, de Jean Lannes, trafiqueur (c'est-à-dire bailleur rural et marchand agricole) et cultivateur, et de Cécile Fouraignan. Cinquième enfant d'une fratrie de six (il a quatre frères et une sœur), il naît à Lectoure, en Gascogne. L'aîné, Bernard, est doté d'une bonne instruction, entre au séminaire et devient prêtre. Jean, de son côté, commence des études, mais est mis en apprentissage chez un teinturier, son père ne pouvant subvenir aux dépenses. Selon une tradition rapportée par le poète agenais Jasmin, il aurait participé à la plantation des ormeaux de la promenade du Bastion, sous lesquels sa statue sera érigée en 1834. À 23 ans, il décide à la Révolution française de s'engager dans l'armée, ce qu'il fait définitivement en 1792, entrant dans le service avec apparemment le grade de sergent-major,.

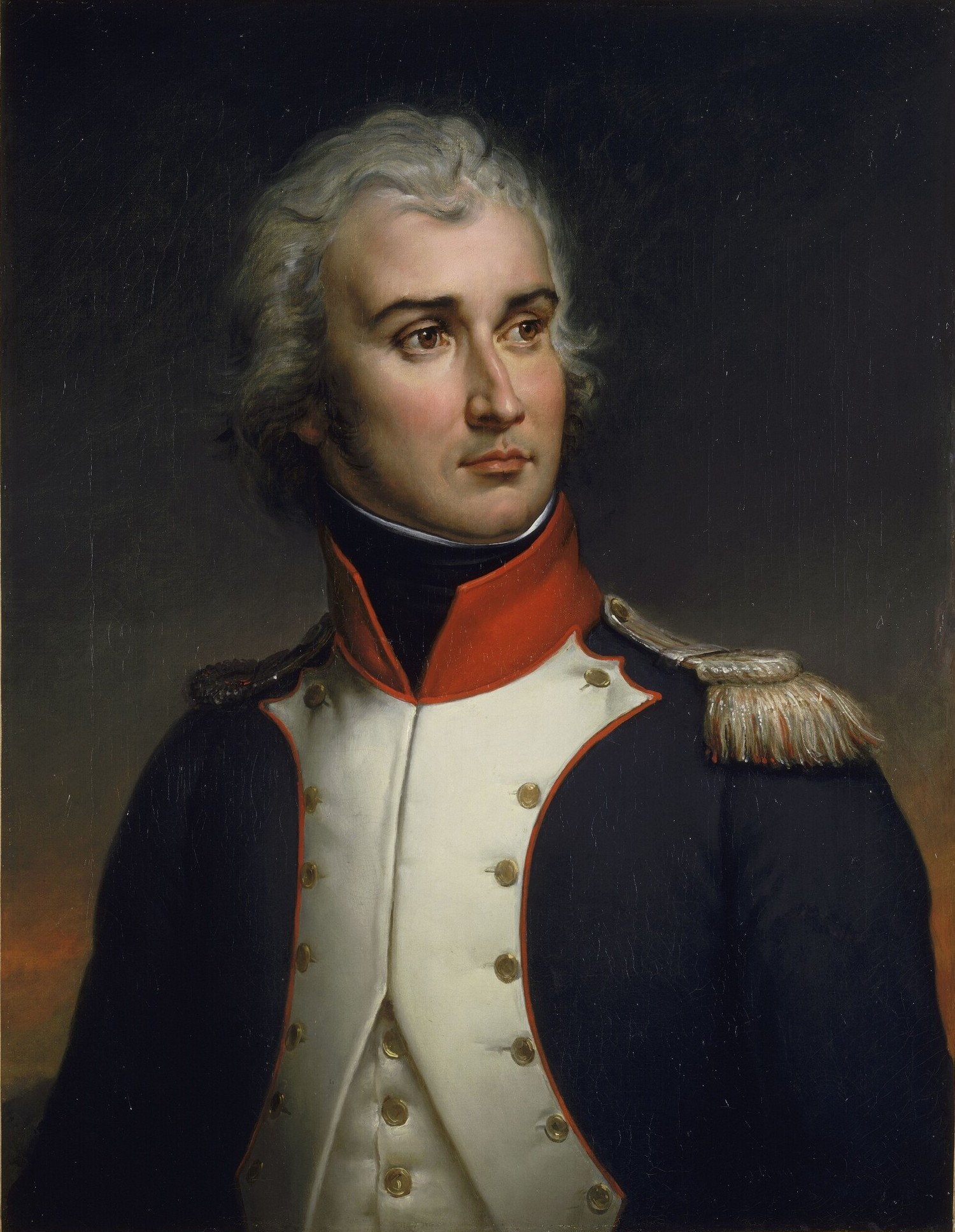
Jean Lannes en 1792, en uniforme de sous-lieutenant du 2^{e} bataillon des volontaires du Gers par Paulin Guérin (1835), Versailles.

Comme bon nombre de ses camarades, il rejoint rapidement le 2e bataillon de volontaires du Gers basé à Auch pour compléter son instruction, puis au camp du Mirail près de Toulouse, dirigé par le général Marbot, et où il côtoie Augereau, alors adjudant-général. Il est élu sous-lieutenant de ce bataillon le 20 juin de cette même année, le lieutenant en étant le futur général Pouzet. Ce bataillon est affecté à l'armée des Pyrénées orientales, dans laquelle s'engagent également deux des frères de Lannes qui participe à la guerre du Roussillon.
À la mi-mai 1793, le jeune sous-lieutenant se fait remarquer au poste de Saint-Laurent-de-Cerdans, proche du col de Coustouges. Les Gersois à peine arrivés sont délogés et mis en fuite par les Espagnols. Jean Lannes, dont c'est le baptême du feu, les harangue avec ardeur et réussit à rallier les fuyards pour retourner à l'offensive. Surpris, les Espagnols sont repoussés. Il montre la même ardeur dans la suite des opérations, notamment à la bataille de Peyrestortes, et est promu lieutenant le 25 septembre 1793, puis capitaine à peine un mois après, le 21 ou le 31 octobre.
Il participe activement aux combats de Port-Vendres puis à Banyuls où il est blessé. Il est alors envoyé en convalescence à Perpignan. Au mois de décembre, le général Basset lui envoie une dépêche lui enjoignant de rejoindre l'armée,, afin de lui confier le commandement du corps des grenadiers pour la bataille suivante. Celle-ci se tient à Villelongue. Longtemps indécise, elle tourne à l'avantage des Français quand ceux-ci prennent d'assaut une redoute puissamment fortifiée sur laquelle bute l'armée française, et l'empêche de prendre la ville. Le succès vaut à Lannes d'être nommé au rang de chef de brigade, afin de remplir les fonctions d'adjudant-général, peu de temps après (le 23 ou le 25 décembre 1793).
Sa blessure n'est cependant pas totalement guérie, et après cet avancement il doit regagner Perpignan pour finir de se soigner. Il y rencontre sa future première femme Jeanne Josèphe Barbe Méric, souvent surnommée Polette, « fille d'un banquier qui avait donné depuis le commencement de la guerre de nombreuses preuves d'un patriotisme actif ». Revenu sur le front pyrénéen, Lannes participe du 29 avril 1794 au 1er mai 1794 à la seconde bataille du Boulou, dans la division du général (et futur maréchal) Pérignon. Il y commande alors les 1er et 2e bataillons de volontaires du Gers. Puis il dégage le général Lemoine au combat de Ripoll lors de l'expédition du corps de Cerdagne. Après cet engagement, Lannes passe dans la division d'Augereau, désormais général. Le 19 mars 1795, il se marie avec « Polette ».
Lannes aurait ensuite été destitué par la purge royaliste d'avril 1795 entamée par François Aubry, mais serait reparti en tant que volontaire pour l'armée d'Italie. Toutefois en mai 1795, à la suite du remaniement de l'armée des Pyrénées orientales par son nouveau commandant en chef, le général Schérer, Lannes est apparemment nommé à la tête de la 105e demi-brigade de première formation, qui comprend les deux bataillons du Gers et le 1er bataillon du 53e régiment d'infanterie (ci-devant Alsace). La division d'Augereau est transférée en Italie, où elle s'intègre dans l'armée d'Italie, commandée à partir de septembre par Schérer. Lannes se distingue à la tête de cette nouvelle unité lors de la bataille de Loano le 23 novembre 1795, où il remplace dans le feu de l'action le général Banel, un « pays », blessé en menant sa colonne.

### Première campagne d'Italie (1796-1797)

#### Rencontre avec Bonaparte
La réorganisation de l'armée d'Italie par le général Fabrefond prive Lannes de son commandement en versant les effectifs de la 105e demi-brigade de première formation dans la 51e demi-brigade de deuxième formation, dirigée par un officier plus ancien que lui. Il est également prévu qu'il quitte l'armée, comme d'autres officiers qui doivent être réformés à la suite de la réorganisation. Mais le nouveau commandant en chef Bonaparte prend sur lui de conserver ces officiers provisoirement.
Le 15 avril 1796, le généralissime remarque Lannes au cours de la bataille de Dego, où celui-ci s'illustre dans un combat acharné à la baïonnette pour la prise de cette ville. Il est alors nommé par Bonaparte à la tête de la 69e demi-brigade de deuxième formation, qui vient de perdre son chef. À la suite d'une série d'erreurs d'intendance, Lannes prend finalement le commandement des 6e et 7e bataillons de grenadiers, ainsi que du 4e bataillon de carabiniers. À la tête de l'avant-garde de l'infanterie, il est le premier à passer le Pô le 8 mai 1796, aux environs de Plaisance, à la bataille de Fombio. Puis à la bataille du pont de Lodi, 10 mai 1796, il s'avance en tête de ses troupes, suivant Dupas, sur le pont contre l'artillerie autrichienne.
À la suite de ces affrontements, un quatrième bataillon passe sous son commandement. Il est désormais l'un des officiers de valeur de Bonaparte, qui lui confie le soin de réprimer la révolte dans le village de Binasco le 25 mai. À Pavie comme au premier siège de Mantoue, Lannes se distingue, aussi lui est-il confié la sécurité du quartier général, le mettant sous les ordres directs du général en chef. L'officier est à nouveau chargé de ramener l'ordre à Arquata début juin. Le 29 juin, il doit soumettre le duché de Massa et Carrare avec trois cents grenadiers et soixante-quinze hussards.
Il fait preuve encore une fois d'un courage exemplaire au cours de la bataille de Bassano du 7 septembre. Il y est blessé, puis plus grièvement le 15 septembre à Governolo. Bonaparte demande alors que lui soit donné le grade de général de brigade. Malgré sa blessure, Lannes suit son chef dans sa lutte contre le Feldmarschalleutnant Alvinczy, ce qui conduit à la bataille d'Arcole.

#### Bataille d'Arcole
Les forces françaises tentent de prendre le village d'Arcole en franchissant l'Alpone (it) par un pont sous le feu des forces autrichiennes. Dans les premiers assauts, Lannes est à la tête de deux bataillons de la 58e demi-brigade de deuxième formation et tente de traverser ; ses troupes doivent reculer devant la violence du feu ennemi, et leur chef est blessé par deux fois. Il doit être transporté à l'ambulance de Ronco pour se faire panser.
À son retour, il repousse avec ses grenadiers les Autrichiens qui tentent de traverser le pont, profitant de la retraite des Français, et qui menacent gravement l'état-major de Bonaparte. Le général en chef tente alors de galvaniser ses hommes en se portant seul en avant, arborant le drapeau. À cheval alors que ses troupes sont à pied, recevant une troisième blessure, Lannes permet toutefois à Bonaparte de se dégager des troupes adverses, alors que le général en chef se retrouve entouré de toute part.
Certains ont raconté la scène d’une manière quelque peu différente, ainsi Jean-Claude Damamme :

« Il [Lannes] arrive au moment où Bonaparte, qui avait jugé que seule la personne d'un général en chef aurait assez de magnétisme, dans des circonstances aussi désastreuses, pour entraîner la charge, est surpris par un recul des grenadiers et précipité peu glorieusement dans la vase de l'Alpone depuis le haut de la digue. Les Autrichiens, voyant l'affolement des Français effectuant un vigoureux retour offensif, dépassant l'endroit où est tombé un Bonaparte que personne ne se soucie de secourir. Séparé du reste de la troupe qui se débande, celui-ci va être pris par les Autrichiens lorsque… lorsque dans la fumée se profile la silhouette d'un cavalier solitaire. Renfort dérisoire ? Non, car ce cavalier c'est Lannes, le champion des causes perdues. Trop affaibli par ses blessures, il n'a pas la force de poser pied à terre. C'est à cheval, offrant ainsi une cible idéale, qu'il se met à la tête des grenadiers, les enlève, refoulant d'un mouvement irrésistible l'infanterie ennemie de l'autre côté du pont, avant de recevoir une nouvelle blessure qui le jette au bas de sa monture et le laisse sans connaissance. »

Bonaparte reconnaît le caractère décisif et salvateur de cette action désespérée ; le 19 novembre, soit quatre jours après l’événement, il écrit au Directoire :

« Ce fut en vain que les généraux, sentant toute l'importance du temps, se jetèrent à la tête pour obliger nos colonnes de passer le petit pont d'Arcole : trop de courage nuisit : ils furent presque tous blessés : les généraux Verdier, Bon, Verne, Lannes furent mis hors de combat […] Le général Lannes, blessé déjà de deux coups de feu, retourna et reçut une troisième blessure plus dangereuse. »

Le général en chef se fait même plus précis en écrivant à Carnot, membre du Directoire exécutif et grand spécialiste des questions militaires :

« … Jamais champ de bataille n'a été aussi disputé que celui d'Arcole. Je n'ai presque plus de généraux. Leur dévouement et leur courage sont sans exemple.

Le général de brigade Lannes est venu au champ de bataille, n'étant pas encore guéri de la blessure qu'il a reçue à Governolo. Il fut blessé deux fois pendant la première journée de la bataille, il était à trois heures après-midi étendu sur son lit et souffrant lorsqu'il apprend que je me porte moi-même à la tête de la colonne. Il se jette à bas de son lit, monte à cheval et revient me trouver ; comme il ne pouvait être à pied, il fut obligé de rester à cheval ; il reçut à la tête du pont d'Arcole un coup qui l'étendit sans connaissance. Je vous assure qu'il fallait tout cela pour vaincre…. »

Pour remercier son nouveau général de brigade, Bonaparte lui remet le fameux drapeau qu'il a porté sur le pont, que le Corps législatif lui a renvoyé en l'honneur de sa victoire, et l'accompagne de ces termes : « Citoyen Général, le Corps législatif a voulu honorer l'armée d'Italie dans son général. Il y eut un moment, aux champs d'Arcole, où la bataille incertaine eut besoin de l'audace des chefs. Plein de sang et couvert de blessures, vous quittâtes l'ambulance, résolu de vaincre ou de mourir. Je vous vis constamment au cours de cette journée au premier rang des braves. C'est vous également qui le premier, à la tête de la colonne infernale, arrivâtes à Dego, passâtes le Pô et l'Adda. C'est à vous d'être le dépositaire de cet honorable drapeau, qui couvre de gloire les grenadiers que vous avez constamment commandés. Vous ne le déploierez désormais que lorsque tout mouvement en arrière sera inutile et que la victoire consistera à rester maître du champ de bataille ».
Lannes, soigné, ne prend part ni au combat du lendemain, ni à la victoire du 17 novembre 1796 ; il reprend des forces à Milan jusqu'au début 1797.

#### Fin de la campagne d'Italie
Le général Lannes est envoyé à Bologne en janvier 1797, avec deux mille hommes, afin d'observer les troupes pontificales. À la suite des victoires de Rivoli et de La Favorite, il est rappelé pour rejoindre la division d'Augereau, et participe au combat d'Anghiari sous le commandement du général Bon. Lannes fait prisonnier quinze-cents hommes, cette victoire permettant la capitulation de Mantoue et du reste du nord de l'Italie.
À la suite de cette victoire décisive, Bonaparte peut se tourner contre l'armée pontificale, et lui envoie donc une expédition commandée par le général Victor, l'avant-garde étant sous le commandement de Lannes. Au début de février, la bataille de Faenza permet à cette expédition d'obtenir une capitulation rapide du pape, l'avant-garde parvenant à trois jours de Rome. Lannes rejoint ensuite Bonaparte à Milan, qui y attend les conclusions du traité de Leoben. Le général est envoyé en mission dans la république de Gênes, au moment de la proclamation de la république ligurienne ; il y est pris à partie par le ministre plénipotentiaire Faipoult, qui se plaint au généralissime, sans toutefois grande conséquence. Bonaparte emmène Lannes avec lui à l'ouverture du congrès de Rastatt, puis le charge des prémices de la campagne d'Égypte.

### Campagne d'Égypte
Lannes est donc chargé de préparer à Lyon la logistique de la campagne d'Égypte, puis est envoyé à Marseille pour continuer les préparatifs. Arrivée à Malte le 10 juin 1798, l'armée française prend La Valette. Lannes, d'abord rattaché au quartier général, est alors nommé commandant d'une brigade de la division Kléber, l'une des cinq de l'armée d'Orient. Lannes participe à la prise d'Alexandrie, aux batailles de Chebreiss et des Pyramides, mais son rôle est assez secondaire. Kléber et Menou, blessés, sont remplacés par les généraux Dugua et Vial, tandis que le mécontentement s'installe dans l'armée, démoralisée par les conditions de l'expédition. Si Lannes partage le mécontentement, il n'en fait pas état trop visiblement, et prend le 26 juillet le commandement de la division Menou, remplaçant Vial parti gouverner Rosette et sa province. Restant au quartier général sous l'œil de Bonaparte, la division et son nouveau commandant sont utilisés pour contrer la révolte du Caire, en dispersant les groupes de paysans qui souhaitent aider les insurgés. En récompense de ces services, et de la même façon que pour Murat et Dommartin, le généralissime lui offre la maison que Lannes habite au Caire.
L'armée française s'engage ensuite en Syrie, et comprend désormais quatre divisions : Lannes prend la tête de celle de Menou, tandis que Kléber, Reynier et Bon gardent les leurs. Kléber et Reynier partent en pointe, commençant le siège d'El Arish ; le 7 février, Bonaparte part du Caire avec Lannes et Bon, et rejoint les autres divisions à El Arish le 15, l'armée y étant réunie le 19, date où la ville tombe. Les Français prennent Gaza puis Jaffa, où Lannes mène l'assaut à travers une brèche dans la muraille. La division de Lannes est fortement secouée après un accrochage postérieur au siège, mais prend Haïfa. Toutefois Bonaparte ne parvient pas à prendre Saint-Jean d'Acre. Durant ce siège, Lannes est à la tête de plusieurs assauts ; c'est durant celui du 7 mai qu'il est blessé au cou ; sauvé in-extremis par un capitaine de grenadier, il est soigné par Dominique Larrey,. Le 10 mai, jour du dernier assaut, à la suite duquel Bon est blessé mortellement, Bonaparte lève le siège ; il nomme Lannes, de son propre chef, général de division, tout en ayant demandé au Directoire de lui accorder cette promotion.
Lors de la seconde bataille d'Aboukir, peu après, la division de Lannes forme la droite de l'armée française, et est chargée d'entamer l'attaque. Si son rôle est important, c'est Murat qui est reconnu comme ayant décidé du sort de la bataille. Chargé de prendre le fort d'Aboukir, où s'est réfugié le reste de l'armée ennemie, le nouveau général de division est surpris par une sortie des assiégés, et, bien que l'ayant repoussé, est de nouveau blessé, d'un coup de feu à la jambe cette fois. Il est soigné à l'hôpital d'Alexandrie, où se trouve également alité Murat, blessé à Aboukir ; c'est là que Lannes apprend que sa femme a eu un enfant en février, apparemment illégitime. En octobre 1799, Lannes retourne en France avec Bonaparte et sa suite, où ils débarquent le 9.

### Le Consulat
Arrivé en France, Bonaparte commence les préparatifs du coup d'État du 18 Brumaire, qui a lieu un mois après son retour. Dans cette optique, il demande à certains de ses généraux de lui rallier les officiers : Berthier se charge des officiers généraux, Murat des officiers de cavalerie, Lannes des officiers d'infanterie, et Marmont de ceux de l'artillerie.
Lors de la journée du 18 brumaire, Lannes est nommé commandant du quartier général des Tuileries (siège du Conseil des Anciens). Il n'en bouge pas, restant donc à Paris pendant qu'à Saint-Cloud, le coup d'État aboutit. Le 12 novembre, le Consulat le nomme commandant des 9e et 10e divisions militaires, basées à Toulouse et à Perpignan, avec pour mission de réprimer toute opposition au nouveau régime.
Ce retour dans ses terres natales permet à Lannes de mettre en ordre ses affaires familiales. Il divorce d'avec Polette Méric, et parcourt la région dans laquelle il est désormais le représentant officiel du gouvernement ; il rend compte à Bonaparte du bon accueil fait aux nouveaux dirigeants, et spécialement au Premier Consul. Établi à Auch, il fait également remettre en liberté les prisonniers détenus pour avoir pris part à une insurrection contre le gouvernement, ordre ainsi motivé : "La clémence fera plus de bien à la République qu'une excessive sévérité.".
Au début de l'année 1800, Lannes est rappelé à Paris. Après avoir été le 18 mars nommé au commandement de la 4e division de l'armée de réserve, poste qu'il n'occupe qu'en théorie, il est fait le 16 avril commandant et inspecteur de la garde des consuls, ayant été préféré à Murat. En mai, nouveau changement d'affectation : Bonaparte l'emmène avec lui jusqu'à Genève, lui donne le titre de lieutenant-général, le commandement de l'avant-garde de l'armée de réserve dont il prend lui-même la tête. Cette armée va passer à nouveau la frontière transalpine pour entrer en Italie.

### Seconde campagne d'Italie (1799 - 1801)
Le 14 mai, l'armée de réserve franchit les Alpes pour aller soutenir les autres forces françaises en Italie. Lannes, à la tête de l'avant-garde, prend le 16 mai Aoste puis Châtillon, et, laissant le 19 mai le fort de Bard de côté, repousse les forces austro-russes de Donnas et de Pont-Saint-Martin. Lannes s'établit enfin à l'entrée de la Vallée d'Aoste, repousse les forces ennemies de Carema, et continue, sans son artillerie et sa cavalerie bloquées à Bard, sur Ivrée où il arrive le 22 mai. Défendue par 6 000 hommes, la place est prise dans la journée, et permet à l'armée de pouvoir déboucher dans les plaines du Piémont sans autre résistance.
Le 26 mai, l'avant-garde est rejointe par sa cavalerie, au moment même où la cavalerie autrichienne contre l'avancée de l'infanterie. Les Autrichiens se replient alors sur Turin, tandis que l'avant-garde de Lannes menace apparemment la capitale piémontaise. Bonaparte vient en personne féliciter les troupes de leur avancée spectaculaire, tandis que Murat prend la tête d'une autre avant-garde qui s'empare de Milan avant le 2 juin. Le 3, Lannes et ses hommes prennent Pavie, tandis que Murat prend Plaisance. Le 6, le lieutenant-général Lannes traverse le Pô à Belgioioso, et prend Stradella.
Face à lui, il n'a apparemment que les troupes du général O'Reilly, qui ne comportent que 6 000 Autrichiens, pas assez pour l'empêcher de passer. Le reste de l'armée française est empêchée de passer le Pô à cause d'une crue subite ; Lannes reçoit alors de Bonaparte l'ordre de continuer sans s'arrêter en direction de Tortone et de Voghera. Le 9 juin, l'avant-garde s'élance pour appliquer l'ordre.

#### Bataille de Montebello
Mais le 4 juin, le général Masséna a capitulé à Gênes après une résistance acharnée. Le 8 juin, le général autrichien Ott, arrivé de Gênes grâce à la capitulation de Masséna, rejoint O'Reilly à Casteggio, portant ainsi le nombre d'Autrichiens à 16 000 environ. Lannes, à la tête de ses 5 à 7 000 soldats, se heurte donc à une force presque trois fois supérieure, bien retranchée dans Casteggio et dotée d'une forte artillerie. Malgré le sous-nombre évident, Casteggio change de mains plusieurs fois dans la journée ; au moment où les Autrichiens semblent l'emporter, la division Chambarlhac, qui avait elle aussi passé le Pô, arrive enfin, menée par le général Rivaud. L'arrivée de ces troupes fraîches, et la menée d'un nouvel assaut (où les troupes de Lannes passent en seconde ligne) provoquent la fuite des Autrichiens vers Montebello.
À un contre trois puis contre deux, Lannes n'hésite pas à attaquer et à appliquer les directives du Premier Consul. Thiers raconte ainsi : « Mais les Français, pleins de confiance, quoique inférieurs en nombre, sont capables des plus grands efforts de dévouement, surtout sous un chef comme Lannes, qui possède au plus haut point l'art de les entraîner. »
Cette victoire de Montebello est pour Lannes une date pionnière dans la mesure où il s'agit de sa première victoire « personnelle ». La volonté de tourner le village de Casteggio, d'encercler l'ennemi ainsi que les dispositions générales prises montrent un talent certain et naissant, relevé notamment par Ronald Zins, qui exprime ainsi cette ascension :

« Bonaparte ne manque pas de féliciter son fidèle lieutenant qui, depuis le début de la campagne, a pris une nouvelle dimension guerrière. Lannes a fait preuve d'une volonté et d'une ardeur démesurées. Ses choix ont été judicieux et il a su se déplacer aussi rapidement que Bonaparte lui-même. En outre, il vient de remporter sa première bataille. Il n'a pas manqué l'occasion qui lui été offerte d'exposer toutes ses capacités. Livré à lui-même, il a su choisir les options tactiques permettant de triompher des Autrichiens. Napoléon ne s'y trompera pas et appréciera cette victoire à sa juste valeur lorsqu'en 1808 il choisira pour Lannes le titre de duc de Montebello. »

#### Bataille de Marengo
Dans le but d'empêcher les Autrichiens de se replier sur Gênes ou Mantoue, Bonaparte augmente considérablement les distances entre ses différents généraux. Desaix part pour Novi, au sud, La Poype vers le nord, Victor pour Marengo, et Lannes pour San Guillano (it). Mais en réalité, les Autrichiens ne se trouvent ni vers Mantoue ni vers Gênes : ils sont face à Victor, et viennent d'Alexandrie en direction de Marengo. Ils profitent alors, le 14 juin, de l'étirement de l'armée française, pour passer à travers afin de rejoindre l'Autriche : les 30 000 hommes de leur armée tentent de se frayer un chemin à travers trois divisions françaises (Lannes et Victor, avec Watrin, Chambarlhac et Gardanne), accompagnées de deux brigades de cavalerie (Kellermann et Champeaux), rassemblant 15 000 soldats.
L'armée autrichienne s'avance donc, et par un mouvement tournant en deux temps, tente d'encercler Lannes par la gauche et Victor par la droite. Ceux-ci, sous le couvert de la cavalerie, tentent de reculer en bon ordre. Coignet confirme : « Nous battions en retraite en bon ordre, mais les bataillons se dégarnissaient à vue d'œil, tous prêts à lâcher pied, si ce n'avait été la bonne contenance des chefs. »
Thiers, lui, semble aussi confirmer cette vision d'une retraite parfaitement exécutée :

« C'est dans ces moments que Lannes et ses quatre divisions font des efforts dignes des hommages de la postérité. L’ennemi qui a débouché en masse de Marengo dans la plaine, vomit par quatre-vingts bouches à feu, une grêle de boulets et de mitrailles. Lannes, à la tête de ses quatre demi-brigades met deux heures à parcourir trois quarts de lieue. Lorsque l'ennemi s'approche et devient trop pressant, il s'arrête et charge à la baïonnette. Quoique son artillerie soit démontée, quelques pièces légères, attelés des meilleurs chevaux, et manœuvrant avec autant d'habileté que d'audace, viennent aider de leur feu les demi-brigades… »

Au moment où la retraite commence, Bonaparte arrive, accompagné de la division Monnier et de la garde consulaire ; le Premier consul a également rappelé Desaix à la rescousse. Mais Monnier est repoussé, chassé de Castelceriolo (it), tandis que la garde consulaire est soumise aux attaques de la cavalerie autrichienne, et forcée de battre en retraite.
La dangerosité de la situation est décrite par Thiers :

« La présence du premier Consul, la vue des bonnets à poil de sa garde à cheval, ont ranimé les troupes. Le combat recommence avec une nouvelle fureur. Le brave Watrin, du corps de Lannes, avec le 6e de ligne et le 22e, rejette les soldats de Kaim dans le Fontanone. Lannes, remplissant le 40e et le 28e du feu de son âme héroïque, les pousse l'une et l'autre sur les Autrichiens. Partout, on combat avec acharnement dans cette immense plaine. Gardanne essaie de reconquérir Marengo; Lannes tâche de s'emparer du ruisseau qui a d'abord si utilement couvert nos troupes; les grenadiers de la garde consulaire, toujours en carré, comme une citadelle vivante au milieu de ce champ de bataille, remplissent le vide entre Lannes et les colonnes de Carra-Saint-Cyr[…] Mais le baron de Mélas, avec le courage du désespoir, ramenant ses masses réunies sur Marengo, débouche enfin du village, repousse les soldats exténués de Gardanne, qui s'attachent en vain à tous les obstacles. O'Reilly achève d'accabler de mitraille la division Chambarlhac, toujours restée à découvert sous les coups d'une immense artillerie.

Il n'y a plus moyen de tenir, il faut céder le terrain. »

Le retour de Desaix et le travail de Kellermann permettent de retourner la situation, et de vaincre les Autrichiens. L’opiniâtreté de Lannes et Victor à reculer sans perdre la cohérence de leurs troupes a également fait beaucoup pour la victoire finale. Au soir du 14 juin 1800, Marengo est devenu une victoire. Le bilan est le suivant : 6 600 blessés ou tués côté français, près de 10 000 côté autrichien ainsi que 30 pièces d'artillerie perdues. La division que commandait Lannes a quatorze officiers tués et près de 40 % de l'effectif est hors de combat.
Zins semble découvrir un nouveau trait au général :

« À Marengo, nous trouvons Lannes dans un rôle inhabituel. Il y livre un combat décisif plein d'abnégation. De l'aube au crépuscule, lui et Victor sont des modèles de courage et Lannes se fait remarquer par un sang-froid peu courant. Berthier note dans son rapport que “le général Lannes a montré dans cette journée le calme d'un vieux général”. »

Le général André Laffargue livre une analyse similaire, mais plus militaire, des nouvelles aptitudes de Lannes :

« Lui, de nature bouillante, qui était ordinairement l'élan personnifié, s'était montré, cette fois, d'une froide impassibilité, conservant sous un feu écrasant, auquel il ne pouvait répondre, une constante maîtrise de soi, une persistante clarté d'esprit et de vision, une inaltérable confiance.

Ce sang-froid, cette confiance, par sa présence et son exemple, il les avait communiqués à ses soldats dont la fermeté durant ces interminables heures d'incertitude et de recul ne s'était jamais démentie.

Il s'était montré ainsi, aussi apte à maintenir qu'à entraîner, étant de ces chefs dont les qualités ne s'exaltent pas seulement dans les mouvements en avant et le succès, mais qui restent aussi égaux à eux-mêmes dans l'infortune. »

À l'instar de Murat (qui a remplacé Champeaux, blessé mortellement dans la bataille) et Victor, Lannes reçoit un sabre d'honneur le 6 juillet, pour sa conduite à Marengo :

« Les Consuls de la République voulant donner une preuve toute particulière de la satisfaction du peuple français, au général de Division Lannes, commandant le centre de l'Armée, à la bataille de Marengo, lequel s'est conduit avec autant de bravoure que d'intelligence[…] fera donner un sabre… »

Enfin, le général Bertrand rapporte les propos suivants de Napoléon :

« Par son grand sang-froid, sa volonté, sa retraite en bel ordre, son mouvement dans le village (San Juillano), il a plus influé sur la bataille que Desaix dont l'arrivée a sans doute décidé de la victoire parce qu'il avait avec lui, en prévision de l'avenir, l'élite de l'armée. »

### Du Consulat à l'Empire

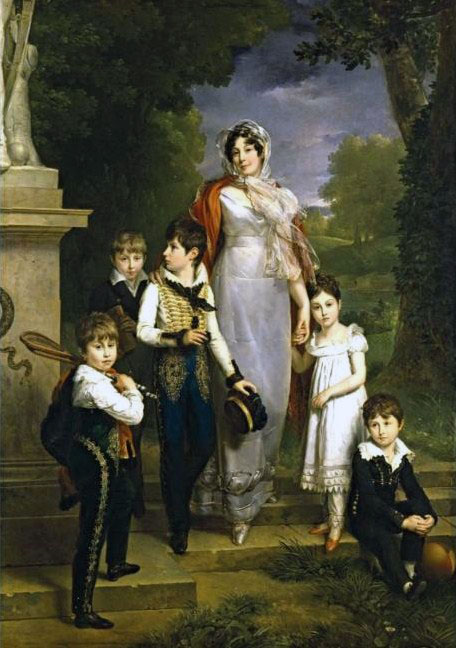
Portrait de la Maréchale Lannes et ses cinq enfants par François Gérard, musée des beaux-arts de Houston.

Après Marengo, Bonaparte confie l'armée d'Italie à Masséna, et part pour Paris le 23 juin, avec Berthier, Murat et Lannes. Ces deux derniers ne s'entendent pas plus qu'avant, voire moins depuis le mariage de Murat avec Caroline Bonaparte, également courtisée par Lannes depuis leur retour d'Égypte. Mais ce sentiment n'empêche pas Lannes de se remarier le 15 septembre 1800 avec Louise-Antoinette Guéhéneuc, fille d'un sénateur. Bonaparte l'honore toujours d'une grande faveur, lui redonnant le commandement de la garde consulaire. Il est également le parrain de son fils aîné, prénommé Louis Napoléon, Joséphine en étant la marraine.
Lannes souffre toutefois d'une semi-disgrâce, due aux critiques que lui et d'autres généraux (Augereau et Delmas principalement) expriment face à l'établissement du concordat. De plus, il a dépassé de plusieurs centaines de milliers de francs la somme allouée pour l'entretien de la garde des Consuls : cet écart a peut-être (ou pas) été approuvé verbalement par Bonaparte. Le Premier Consul, mis au courant du problème, travaille alors à la lutte contre les abus dans l'administration de l'armée ; cette affaire lui donne l'occasion de frapper l'opinion publique en faisant preuve de sa sévérité. Il décide d'obliger le commandant de la garde de rembourser lui-même les sommes dues, sous trois semaines, sans quoi il devra passer devant le conseil de guerre. Augereau, grand ami de Lannes, lui prête l'argent, mais Lannes doit quitter son commandement et Paris. Il rend Murat en partie responsable de cette infortune ; celui-ci aurait informé directement Bonaparte de la situation.

#### Ambassade au Portugal
Jean Lannes est donc nommé le 14 novembre 1801, ministre plénipotentiaire et envoyé extraordinaire à Lisbonne. Même si cela sonne comme une disgrâce pour les raisons évoquées ci-dessus, et que Lannes est assez dépité par la nomination, ce n'est en rien un poste banal. Le Portugal, par l'alliance anglo-portugaise, est le théâtre de nombreuses intrigues de la part de Grande-Bretagne contre les intérêts français, et la mission de Lannes est d'y faire échec ; le choix du général pour cette tâche est renforcé par son antipathie pour les Anglais. À Lisbonne où il arrive le 25 mars 1802, Lannes se heurte à l'ambassadeur du Royaume-Uni, au ministre des Affaires étrangères du Portugal Almeida, ainsi qu'au chef de police Pina Manique dont il demande le renvoi. Almeida profite des lacunes de Lannes en matière diplomatique pour le pousser à quitter le Portugal sans prévenir la France, ce qu'il fait le 10 août 1802. Bonaparte obtient le retour de Lannes à Lisbonne, fortement tancé par Talleyrand au nom du consul, mais également la démission de Almeida. Lannes reprend alors sa place à Lisbonne le 12 mars 1803, et sert apparemment de bonne manière en tant qu'ambassadeur auprès du régent et prince-héritier Jean de Portugal ; celui-ci est le parrain de son second fils Alfred, et dote les parents de son filleul.
Les gains obtenus personnellement au Portugal permettent à Lannes de rembourser Augereau. Mais son travail comme envoyé extraordinaire est contré par les échanges directs entre le gouvernement portugais et Talleyrand, son ministre de tutelle. Celui-ci obtient en 1803 un traité de neutralité avec le Portugal, sans que Lannes y ait été mêlé ; mais ce dernier fait tout de même ratifier en 1804 un nouveau traité qui semble plus avantageux. Après cette réussite, la famille Lannes quitte Lisbonne le 1er août 1804, rappelée par le nouveau consul à vie.
Napoléon, après son sacre le 2 décembre 1804 comme empereur, fait nommer dix-huit maréchaux d'Empire, dont quatorze officiers généraux d'active. Lannes figure parmi les élus. Napoléon lui donne alors le commandement du quatrième corps de l'armée des côtes de l'Océan, le remplaçant à Lisbonne par le général Junot. Dans le courant de sa nomination, il se porte acquéreur de l’ensemble du domaine de Maisons-sur-Seine et y fait réaliser des aménagements dans le parc en achevant les travaux entamés par le comte d’Artois. Après la mort du maréchal, Louise de Guéhéneuc vendra en 1818 le domaine au banquier Jacques Laffitte.

### Campagne d'Allemagne (1805)
Alors que l'armée est prête à embarquer à Ambleteuse et Étaples, Napoléon doit changer de plans. Ne pouvant compter sur l'amiral Villeneuve, enfermé dans Cadix, il transforme l'armée d'invasion en armée de campagne : c'est la naissance de la Grande Armée. Il donne à Lannes le commandement du 5e corps d'armée : celui-ci est composé de la division de grenadiers (ru) du général Oudinot, des divisions d'infanterie Suchet et Gazan, et de la brigade de cavalerie Trelliard, comprenant en tout plus de 27 000 hommes.

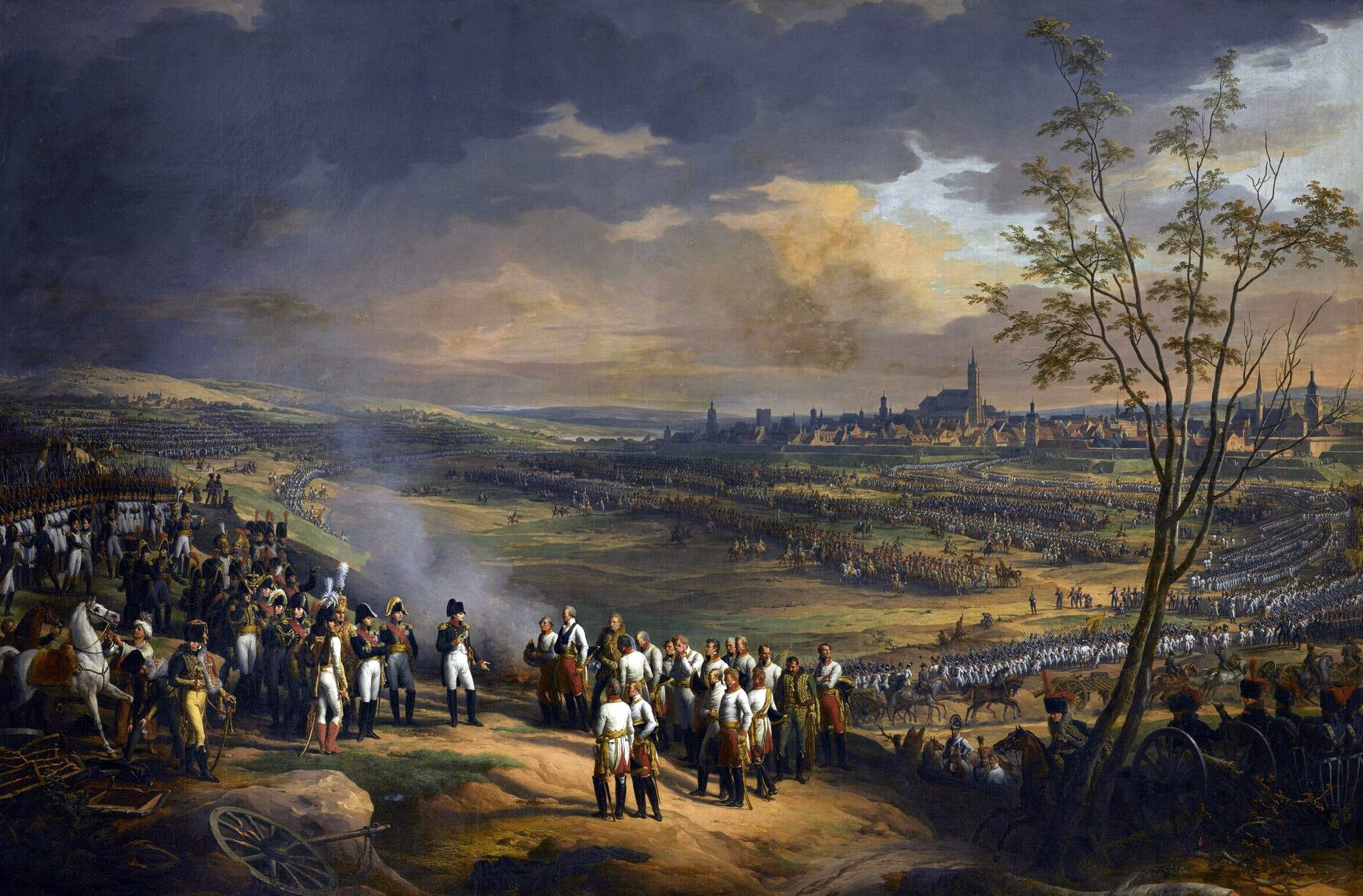
Reddition de la ville d’Ulm, le 20 octobre 1805, Napoléon Ier recevant la capitulation du général Mack par Charles Thévenin (1815), Versailles.

Lannes et Murat, toujours d'avant-garde, franchissent le Rhin le 25 septembre ; le reste de l'armée suit le 26. Le 7 octobre, c'est au tour du Danube de voir passer l'avant-garde, qui tombe sur les arrières de l'armée du général Mack, et remportent la bataille de Wertingen, où les grenadiers d'Oudinot se font remarquer. Alors que Mack est enfermé dans Ulm, Napoléon quitte alors l'aile droite de son armée pour rejoindre l'aile gauche ; il laisse le commandement de l'aile à Murat, qui ne tarde pas à avoir des frictions avec Ney, soutenu par Lannes, au sujet des mouvements à effectuer. Le retour de Napoléon donne raison à Ney, qu'il envoya s'emparer des ponts d'Elchingen. Une fois fait, Lannes vint le remplacer afin de continuer l'encerclement d'Ulm, Ney se déplaçant vers l'ouest. Lannes et Ney œuvrent à nouveau de conserve le 15 octobre pour s'emparer des hauteurs du Michelsberg (Ney) et du Frauensberg (Lannes). Cette prise achève le siège d'Ulm, la place se rendant peu après.

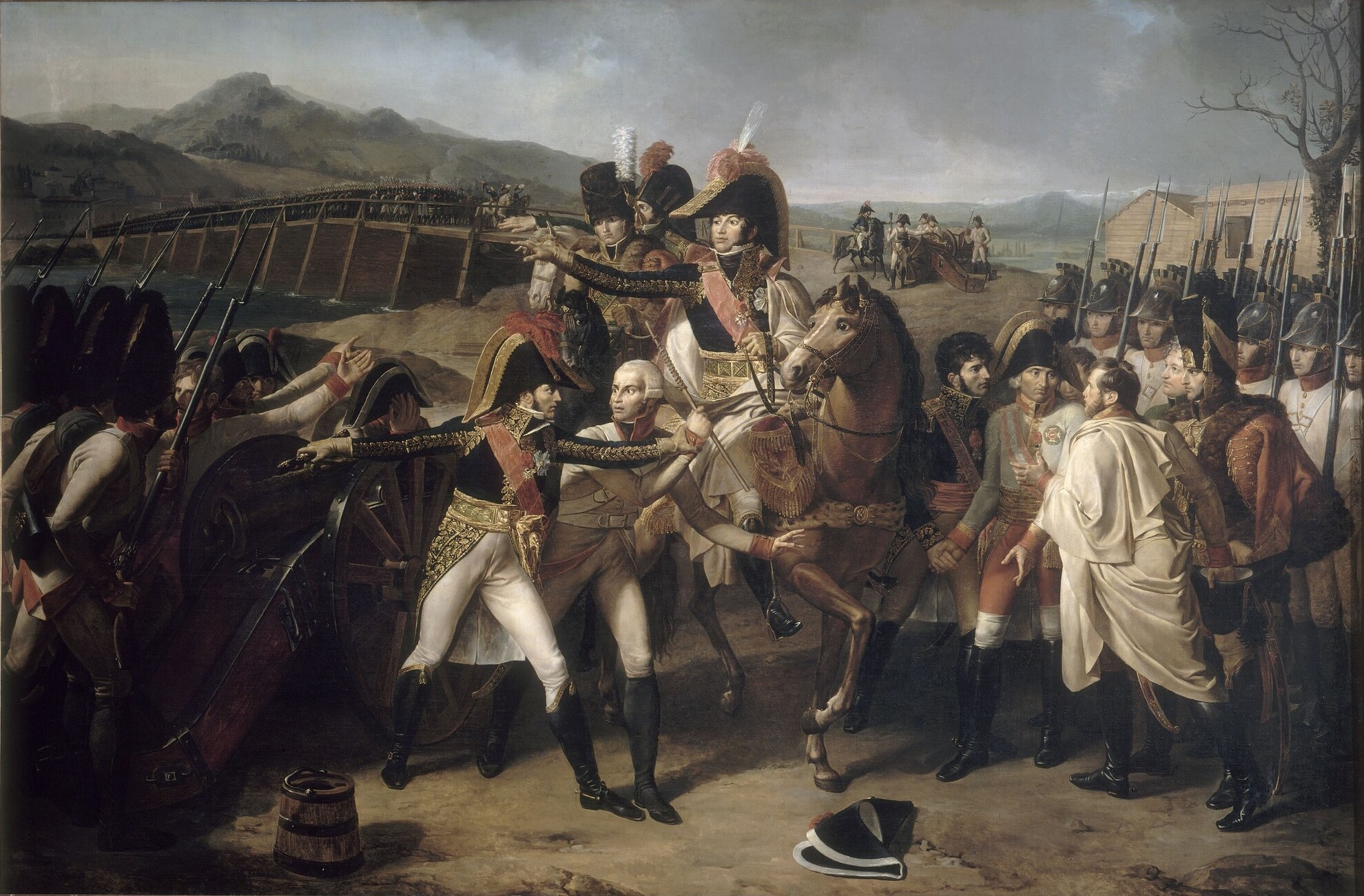
La Surprise du pont du Danube de Guillaume Guillon Lethière, Versailles. Sur ce tableau, Lannes se tient à gauche.

Lannes n'assiste pas à la fin du siège : il doit à partir du 17 octobre appuyer Murat que l'Empereur a chargé de poursuivre les troupes ayant pu s'échapper d'Ulm, sous la conduite de l'archiduc Ferdinand et du général Werneck. Puis, après l'approche des troupes russes, la Grande Armée se dirige sur Vienne. Lannes s'empare de la ville de Braunau, où il trouve des approvisionnements assez importants pour que Napoléon y installe le grand dépôt de l'armée, alors à Augsbourg. Linz tombe à son tour dans les mains du récent maréchal. Dans la marche sur Vienne, les grenadiers d'Oudinot suivent de près la cavalerie de Murat, toujours en avant, tandis que la division Gazan rejoint le corps d'armée provisoire du maréchal Mortier. Murat et Lannes défont encore l'arrière-garde russe à la bataille d'Amstetten le 5 novembre. Pour la prise de Vienne, Lannes, Murat et le général Bertrand, s'avançant seuls, arrivent à convaincre les artificiers autrichiens d'une trêve, les empêchant de mettre hors d'usage les ponts du Danube. Puis Lannes participe à la bataille d'Hollabrunn, peu avant de joindre l'armée pour la bataille d'Austerlitz.
Durant cette dernière, Lannes commande la gauche de l'armée, ayant sous ses ordres, outre les divisions Suchet et Trelliard (Oudinot étant placé dans la réserve), la division Caffarelli (du corps de Davout) et la brigade de cavalerie Milhaud. Établi sur la route d'Olmütz à Brünn, il a derrière lui Murat, commandant la cavalerie de ce côté ; la combinaison des deux armes est fatale à l'aile extrême-droite russe, commandée par Bagration, qui doit laisser aux Français la route d'Olmütz dégagée.
Après le traité de Presbourg, mettant fin à la campagne et à la guerre contre l'Autriche, Lannes demande à quitter l'armée et à rentrer en France. Il s'est apparemment gravement brouillé avec Napoléon juste après la bataille d'Austerlitz, sans que la raison de cette brouille ne puisse être éclaircie. Le 5e corps est confié au maréchal Lefebvre, et Lannes rentre à Béziers, se contentant du commandement de la 9e cohorte de la ville.

### Campagne de Prusse et de Pologne (1806 - 1807)
Alors qu'Austerlitz pouvait faire espérer la paix, quelques mois plus tard, c'est la guerre qui surgit à nouveau. Sous l'influence du parti de la guerre et du pouvoir de persuasion des Anglais, la Prusse neutre en 1805, s'oriente vers une politique belliqueuse qu'entretient fort à propos le souvenir de Frédéric le Grand. Cette politique est également une réaction à la création de la confédération du Rhin, sous gouverne de la France. Ainsi le 12 septembre 1806, l'armée prussienne entre en Saxe. Le 1er octobre, le roi de Prusse Frédéric-Guillaume adresse un ultimatum à Napoléon, exigeant le retrait des troupes françaises derrière le Rhin. L'ultimatum expirant le 8 octobre 1806, le 5e corps est réuni le 3, formant toujours l'aile gauche de la Grande Armée. Napoléon critique la gestion du corps par Lefebvre, et rappelle Lannes, qui en reprend les rênes le 5 octobre.
Du côté prussien, on compte environ 155 000 hommes répartis entre trois corps : 60 000 hommes forment le corps principal sous les ordres de Brunswick, 50 000 soldats de l'armée saxo-prussienne sous les ordres du prince de Hohenlohe, les forces de Hanovre dirigées par Rüchel, environ 30 000 hommes et enfin, les 16 000 soldats du corps de réserve sous la direction du prince de Würtemberg.
Pour Napoléon, les choses sont simples. La vitesse sera, comme souvent, le leitmotiv de cette campagne ; il s'agit de vaincre les Prussiens avant l'arrivée d'éventuels renforts russes. L'attitude du commandement prussien contribue à la réussite de ce plan : en effet, le haut commandement prussien se montre très pressé, persuadé que les Français ne sont pas encore prêts, et il passe à l'offensive sans attendre d'éventuels renforts. La stratégie de Napoléon est de couper les lignes de communication de l'ennemi en marchant sur la capitale prussienne, les Français remontant du sud vers le nord en trois groupes. À l'ouest, Augereau et Lannes, au centre Bernadotte, Davout et la garde, suivis par la réserve de cavalerie, à l'est, Soult et Ney.
Jacques Garnier traduit de la manière suivante les dispositions de Napoléon :

« Le plan était de marcher sur la capitale ennemie, Berlin, en passant par un pays « fragile », l'allié saxon. C'est le moyen le plus sûr de rencontrer l'ennemi, en le débordant si celui-ci continue sa marche sur la France, et en lui livrant une bataille à fronts renversés, s'il décidait de se replier pour défendre sa capitale. »

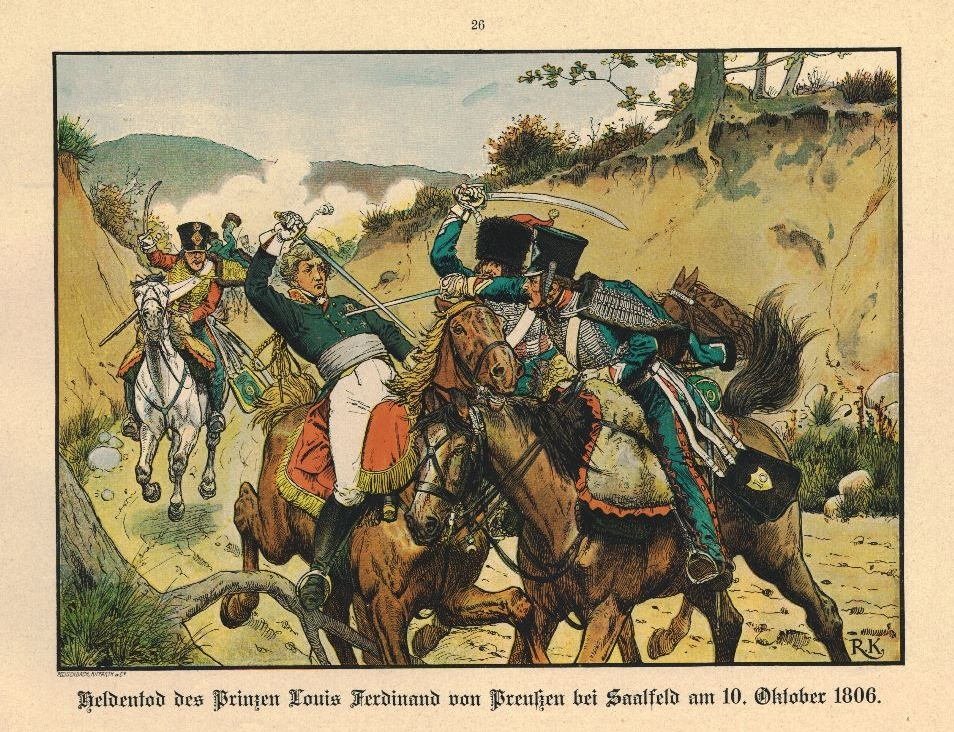
La mort du prince Louis Ferdinand par Richard Knötel (1896). En avant, le maréchal des logis Guindey et un camarade, en arrière un membre du 9e régiment de hussards.

Privé des grenadiers d'Oudinot, dont la division n'est pas encore reconstituée, le 5e corps comprend à nouveau les divisions Suchet et Gazan, ainsi que la brigade Trelliard : 19 000 hommes d'infanterie, 1 500 de cavalerie. Aidé par son ami et nouveau chef d'état-major le général Victor, en délicatesse auprès de l'empereur, Lannes marche sur Cobourg, dont il s'empare le 7. Se portant sur Gräfenthal le 9, le corps de Lannes se dirige vers Saalfeld le 10, mais rencontre les 9 000 hommes de Louis de Prusse, l'un des grands partisans de la guerre, qui conduit l'avant-garde du prince de Hohenlohe. S'ensuit la bataille de Saalfeld : alors que les troupes françaises malmènent les Prussiens par leur artillerie, leur chef Louis, à la tête de sa cavalerie, tente de contenir une charge dangereuse des hussards français, et est tué par l'un d'entre eux. C'est le signal de la déroute prussienne, poursuivie par Victor jusqu'à Rudolstadt. Si l'ampleur de l'affrontement se limite à un combat d'avant-garde (Lannes n'ayant pas l'ensemble de ses troupes face à l'avant-garde prussienne), cette défaite est similaire, pour certains Prussiens, à celle des Autrichiens à Ulm. Lannes rend les honneurs dus à son rang au prince tué dans le château du duc de Saxe-Weimar, prince dont Napoléon ne regrette pas la perte dans sa lettre du 12 octobre au maréchal : 

« Mon Cousin, j'ai reçu avec grand plaisir la nouvelle de votre affaire du 10 courant. J'avais entendu la canonnade et j'avais envoyé une division pour vous soutenir. La mort du prince Louis de Prusse semble être une punition du Ciel, car c'est le véritable auteur de la guerre… »

#### Bataille d'Iéna
Le corps d'Augereau arrive après la bataille, tout comme la division de Gazan ; la gauche de l'armée est donc réunie, et un grand mouvement impliquant toute la Grande Armée tente de gagner l'Elbe. Lannes et Augereau se dirigent sur Iéna, Davout et Bernadotte sur Naumbourg, afin de fermer les deux points importants de la Saale. Soult, Ney et le reste de l'armée sont en couverture. À la suite d'un léger accrochage entre les avant-gardes française et prussienne à Winzerla (de), la Grande Armée est informée que l'armée prussienne était placée entre Iéna et Weimar.
Le 13 octobre, Lannes part occuper Iéna, la majeure partie du corps contournant la ville par les routes de Weimar et de Naumbourg. La brume masquant une grande partie du paysage, c'est seulement arrivés sur la hauteur du Landgrafenberg que les Français peuvent voir l'armée prussienne, déjà en ordre de bataille, sur le plateau entre Iéna et Weimar, à peine deux cent cinquante pas des tirailleurs français. Lannes prévient rapidement Napoléon qui fait converger les autres corps vers le lieu de la future bataille. Arrivé, il demande que le 5e corps prenne position sur le plateau, ce qui oblige les hommes à élargir le sentier pour y transporter l'artillerie. Mais Napoléon surestime le rassemblement prussien, ne soupçonnant pas que le prince de Hohenlohe a envoyé une armée qui marche alors sur Naumbourg en direction de Davout, seul pour l'affronter. Celui-ci fera face à la bataille d'Auerstaedt à des forces deux fois supérieures en nombre, et les bat sous les yeux de Guillaume Ier de Prusse et du duc de Brunswick.

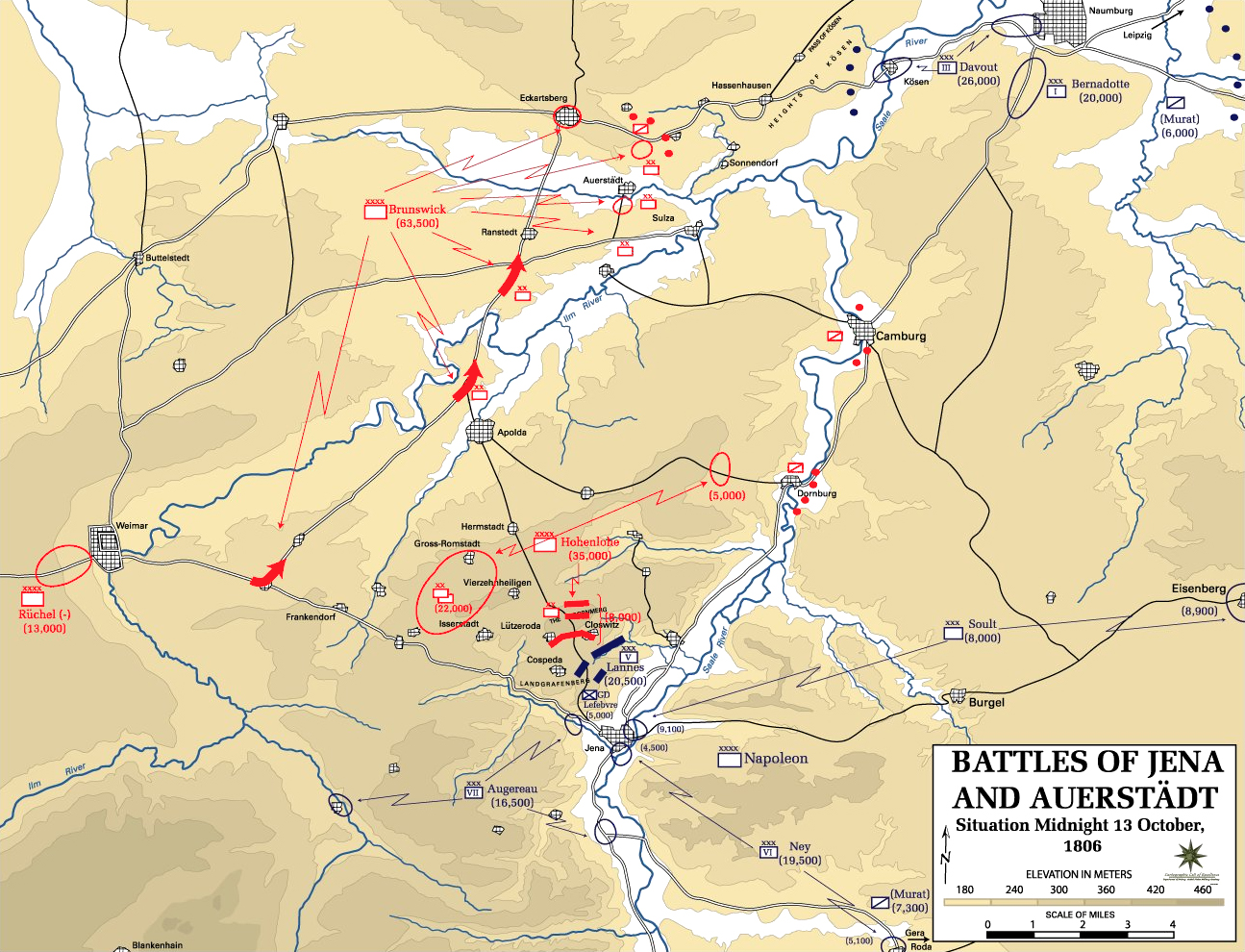
Carte de la bataille d'Iéna.

À quatre heures du matin, ignorant les déboires de Davout, Napoléon donne ses instructions à Lannes : l'espace étroit ne permettant pas au corps de se déployer entièrement, deux régiments sont placés à l'arrière, la division Gazan étant encore plus loin. Les Prussiens entendent enfin les préparatifs français, mais le brouillard est très dense, ce qui permet au corps d'attaquer seul pour gagner un maximum de terrain afin de se déployer correctement. Le reste des troupes françaises devant progresser dans des chemins plus longs, le corps de Lannes essuie seul les premiers combats. Le village de Closewitz (de) puis la totalité du terrain entre Closewitz et Cospeda (de) est conquis, l'armée ennemie rejetée sur Lützeroda (de). Napoléon est alors maître du sommet du plateau et ralentit la progression de l'armée afin que les 4e et 6e corps entrent en scène. L'avant-garde de Ney s'intercale entre Lannes et Augereau, et la seconde phase de la bataille débute.
Lannes se dirige d'abord sur le centre du dispositif prussien, à Vierzehnheiligen (de) ; le village est pris. Lannes tente de s'emparer des hauteurs de droite, mais l'opposition y est forte, et Grawert en profite pour menacer Vierzehnheiligen. Lannes doit rallier ses troupes pour charger les Prussiens. Parvenant à culbuter les troupes ennemies, il prévient l'Empereur du début de la retraite des Prussiens, chargés de tous côtés. L'arrivée de la cavalerie de Murat sonne la fin de la seconde phase, la troisième étant alors consacrée à la poursuite des fuyards. Les Français descendent au pas de course le plateau, poussant les Prussiens vers Weimar. Le corps de Rüchel ne peut arrêter la progression de l'envahisseur, Weimar est occupée par la cavalerie impériale qui y rentre en même temps que les fuyards.
Après la bataille, le IIIe bulletin de la Grande Armée rend un hommage appuyé... à la cavalerie de Murat, et ne fait que citer incidemment les efforts de Lannes et de ses hommes. Quant à Augereau, son rôle dans la victoire, en prenant le village d'Isserstedt (de), est simplement oublié. Lannes est assez touché par cette injustice pour parler à sa femme de rentrer en France dès que la paix le permettra. Il se plaint également du traitement dont il est l'objet de la part de l'Empereur. Durant cette bataille, les 3e (Davout), 5e (Lannes) et 7e (Augereau) corps avaient été plus sollicités, alors que le 6e (Ney) n'avait engagé qu'une division, et que le 1er (Bernadotte) n'avait strictement rien fait. Bernadotte, Ney et Soult sont lancés le lendemain (15 octobre) à la poursuite des Prussiens. Davout se repose à Naumbourg, Augereau à Weimar et Lannes entre Naumbourg et Iéna.
Le 17, le 5e corps reprend la route, en direction de l'Elbe, qu'il franchit le 21. Il prend la citadelle de Spandau, qui est occupée ensuite par le général Victor, Napoléon faisant alors son entrée à Berlin en fait le grand dépôt de l'armée. Murat a enfin déniché les restes de l'armée prussienne et Lannes reçoit l'ordre de le soutenir dans une démarche tout à l'honneur de la cavalerie de Murat, mais difficilement tenable pour l'infanterie de Lannes : le pays est pauvre, et les hommes ont du mal à suivre à pied les cavaliers, ce dont se plaint Murat. Le 28 octobre enfin, le prince de Hohenlohe capitule à Prenzlow avec toute son infanterie (16 000 hommes) et son artillerie, tandis que sa cavalerie est cernée à Pasewalk par Milhaud. Mais à nouveau, le bulletin rendant compte de l'affaire de Prenslow et rédigé selon les dires de Murat n'est pas du goût de Lannes : aucune mention de lui ou de ses hommes n'est faite. L'Empereur (par Berthier) le félicite tout de même de la participation de son corps à la capitulation du prince, et le rassure. Il lui permet également de faire reposer ses hommes, alors que les autres corps partent à la poursuite de Blücher.

### La Pologne
Les troupes russes de Benningsen, fortes de 60 000 hommes, arrivent alors sur la Vistule, et Napoléon, pour gérer ce nouvel ennemi, sépare en deux son armée : Bernadotte, Soult et Ney sur la rive gauche de l'Oder, et Davout, Lannes et Augereau vers la Vistule. Deux nouveaux corps sont créés : le 8e corps de Mortier surveille l'aval de l'Elbe, et le 9e du prince Jérôme assiège les places fortes de Silésie. Napoléon garde auprès de lui Murat à Berlin, en attendant la suite des événements. L'Empereur attend le soulèvement général de la Pologne, mais Lannes, qui la traverse au début de novembre, se montre très pessimiste sur la possibilité de faire renaître le pays, le trouvant plongé dans une grande anarchie. Le maréchal est également confronté aux restes de la cavalerie prussienne, et, posté sur la rive occidentale de la Vistule, attend de trouver un moyen de la franchir. L'Empereur lui ayant demandé son opinion quant à la mobilisation générale en Pologne, Lannes lui donne un avis très négatif concernant l'esprit général : l'esprit polonais des grandes villes ne peut contrer la misère et l'avilissement des campagnes ; Augereau partage les mêmes sentiments.
Fin novembre, Murat rejoint la première ligne pour la commander. Le 28, les Français menés par Murat entrent à Varsovie, suivi par les troupes de Davout le 29. Celles de Lannes sont à droite de Davout, appuyées par Augereau. Soult et Ney occupent la gauche de la ligne, tandis que Bernadotte se retrouve à l'extrême-gauche. Bessières et Ney commandent chacun une partie de la cavalerie. L'Empereur arrive à Varsovie dans la nuit du 18 au 19 décembre, tandis que son armée a petit à petit franchi la Vistule. Davout est à l'avant-garde, et le 23 décembre franchit la Wkra, face aux Russes, livrant le combat de Czarnowo (en) le 23 décembre, dans la ville du même nom. Lannes suit Davout, puis doit marcher vers l'est sur Pułtusk, à vingt kilomètres. Le but est d'encercler Benningsen avant l'arrivée des renforts du général Buxhoewden : Bessières, Bernadotte et Ney vers le nord-est, doivent couper Benningsen de la Prusse orientale ; Murat, Soult, Davout, Augereau et Lannes doivent pousser Benningsen vers le nord, dans les bras de leurs camarades.

#### Bataille de Pultusk
La boue gène grandement la progression du 5e corps : entre le 24 et le 25 décembre, il fait à peine trois lieues, et doit laisser son artillerie en arrière, sans pouvoir non plus compter sur sa cavalerie pour servir d'éclaireur. Le maréchal lui-même tombe malade.
De leur côté, ni Soult, ni Bessières, ni Bernadotte ne rencontrent les Russes ; quant à Ney, il ne fait que croiser le corps prussien de L'Estocq. Murat, Davout et Augereau repoussent des forces bien inférieures en nombre : la division Dokhtourov du corps de Buxhoewden et une faible partie des divisions Galitzine et Osten-Saken du corps de Benningsen. C'est Lannes qui, le 26 décembre, a devant lui le gros de l'armée russe, qui s'est naturellement portée vers la réserve et les derniers ponts de la Narew, et se trouve rassemblée devant Pułtusk. Il a en propre 18 000 hommes, plus une division de 5 à 6 000 soldats en arrière (la division Gudin du corps de Davout), mais seulement quelques canons de bataillon. Il doit faire face à 50 000 adversaires dont 5 000 cavaliers, plus quelques milliers de cosaques, soutenus par une cinquante de pièces de gros calibre.

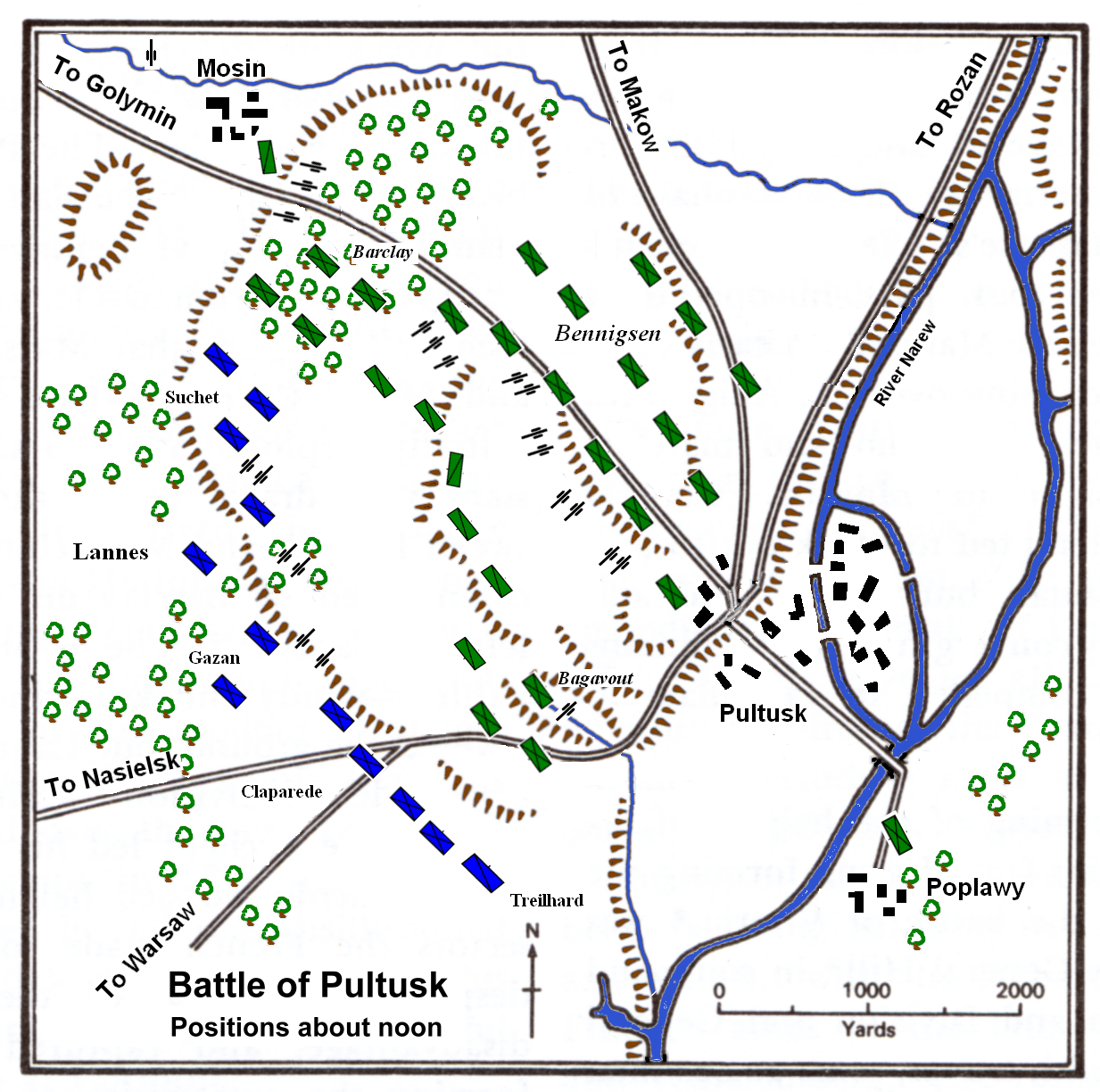
Plan de la bataille de Pułtusk.

Malgré l'infériorité numérique évidente, Lannes part à l'attaque avec la division Suchet, laissant celle de Gazan en réserve. Il partage ses forces en trois colonnes. Celle de gauche, soutenus par la 1re brigade de dragons, marche sur la droite russe, où elle rencontre une force bien appuyée par l'artillerie. Celle de droite part couper la retraite de l'aile gauche russe, en ciblant le pont de la Narew. Dans le même temps, la troisième colonne attaque directement la gauche russe, et manque de peu de la désorganiser complètement. Au centre, la 2e brigade de dragons empêche l'avancée russe.
Du côté russe, la droite russe ne fait aucun mouvement pour anéantir la colonne qui lui fait face, autant par crainte de la division française de réserve que par l'arrivée prochaine des troupes de Gudin, qui sont visibles des lignes russes. La division Gudin apparaît tard sur le champ de bataille et s'attaque directement à l'aile droite russe. Mais la nuit tombant, celle-ci fait mouvement pour passer entre la division Gudin et le corps de Davout, désormais très éloigné. Si la retraite russe à cet endroit ne réussit pas, les Russes profitent tout de même de la nuit pour déserter le lieu, passant rapidement la Narew ; le lendemain, Lannes peut occuper Pułtusk.
Le bilan est sans équivoque : les Russes laissent 2 000 prisonniers, environ 3 000 tués ou blessés, ainsi que la majeure partie de son artillerie. Du côté français, il y a 1 500 blessées ou tués ; beaucoup d'officiers ont été blessés : les généraux Vedel, Claparède, Trelliard, ainsi que Lannes lui-même légèrement. Toujours malade, Lannes rend un rapport sur la bataille très incomplet et incohérent, passant notamment sous silence le rôle de la division Gudin.
Du côté russe, Benningsen écrivit fort étonnamment au tsar Alexandre Ier, son souverain, qu'il venait de remporter à Pułtusk une victoire sur Napoléon et sur trois corps de maréchaux, ainsi que sur la cavalerie de Murat.
Le général Laffargue estime que la réussite française doit tout à Lannes :

« En tous cas, c'est lui [Lannes] seul, alors qu'il était rongé par la fièvre depuis huit jours, qui a osé l'engager; osé avec moins de vingt mille hommes, en défier cinquante mille; osé marcher sans canon, sans une artillerie formidable. Et ce malade a trouvé en lui-même un dynamisme capable d'imprimer à sa troupe une telle force vive que Benningsen, pris à la gorge, a été vaincu parce qu'il s'est persuadé qu'il était vaincu. Voilà le miracle dû à la seule supériorité de la force d'âme, réalisé par Lannes à Pułtusk. »

Pour la Grande Armée, la campagne est apparemment terminée : Napoléon lui demande de prendre ses quartiers d'hiver. Lannes s'établit à Varsovie (division Suchet) et à Serock (division Gazan).

#### Suite de la campagne de Pologne (1807)
Pour autant, les troupes russes ne s'arrêtent pas : Benningsen reporte vers le nord l'ensemble de ses troupes, excepté la division Essen qui reste en face de Varsovie. Les autres divisions fondent sur l'aile gauche de la Grande Armée, entrant en contact avec les corps de Ney et de Bernadotte. Lannes, toujours malade fin janvier, remet à Suchet les instructions concernant le corps ; Napoléon, prévenu de son état, confie le commandement du corps au général Savary. Lannes a toutefois la consolation de voir sa femme qui vient jusqu'à Varsovie pour le veiller. Les soins s'étendent jusqu'au mois d'avril, Lannes manquant donc la bataille d'Eylau, tandis que sa femme repart de Varsovie vers le milieu du mois de mars.
De retour au quartier général, Lannes est déçu de l'accueil qui lui est fait, et s'en plaint fortement dans les lettres qu'il écrit à sa femme et à son beau-père au début de mai ; il va jusqu'à supposer que l'Empereur ne l'apprécie plus. Napoléon lui confie le corps d'armée de réserve, qui comprend la division de voltigeurs et de grenadiers d'Oudinot, la division Verdier, et une brigade de cavalerie de chevau-légers et de cuirassiers saxons, comprenant également les dragons de Grouchy et les cuirassiers de Nansouty ; deux divisions d'artillerie complètent la réserve. Basé à Marienbourg, il reçoit l'ordre de rejoindre le siège de Dantzig, mené par le maréchal Lefebvre, afin de protéger l'armée assiégeante des tentatives de sauvetage russes. Le 15 mai, le général russe Kamenski tente une attaque sur les iles de Nehrung et de Holm ; le général Schramm commandant sur Nehrung le retient un moment, puis Lannes et Oudinot arrivent pour le soutenir avec quatre bataillons de grenadiers, et permettent à Schramm de repousser l'assaut. Dantzig capitule le 26 mai.
L'Empereur français s'apprête à reprendre l'offensive le 10 juin, mais c'est Benningsen qui prend l'initiative le 3 : le corps de Ney fait face ce jour-là à 40 000 hommes, devant lesquels il doit battre en retraite rapidement sur Deppen (en) (bataille de Guttstadt). Napoléon, accompagné des corps de Davout et de Lannes, ainsi que de la garde impériale, vient le soutenir ; il rappelle également Soult et Bernadotte, également attaqués le 3 à Lomitten (en) et Spanden. Bernadotte, blessé, est remplacé par Victor à la tête du 1er corps, et l'armée passe la Pasłęka, tandis que la cavalerie de Murat, en avant, attaque l'arrière-garde de Bagration à Guttstadt le 9. Le 10, Murat et Soult attaquent seuls l'armée russe à Heilsberg, où elle s'est retranchée, laissant à nouveau l'initiative à l'armée française. Lannes, arrivant dans la nuit, reçoit l'ordre de déborder la droite des Russes. Le lendemain, Benningsen fait évacuer Heilsberg, et passe sur la rive droite de l'Alle, ouvrant la route vers Königsberg, ville royale de Prusse.
Napoléon sépare à nouveau ses troupes en deux : à Murat, Davoult et Soult, la conquête de Königsberg, pour mettre à bas le royaume de Prusse ; à Victor, Ney, Mortier et Lannes, la poursuite des Russes. Lannes doit prendre position à Eylau, où Napoléon le rejoint. L'armée de Benningsen est désormais forte de 100 000 Russes, auxquels s'ajoutent le corps de Tolstoï (18 000 hommes) et celui de Lestocq (30 000 hommes), qui se trouve vers Königsberg ; Napoléon souhaite livrer une bataille décisive contre les Russes, et vise le pont de Friedland, qui selon lui permettrait à Benningsen de repasser sur la rive gauche de l'Alle, afin de devancer l'armée française sur la route de Königsberg.

#### Bataille de Friedland
Le 13 juin, l'empereur des Français envoie ses corps d'armée sur Domnau, et demande à Lannes de passer à l'avant-garde et de pousser sur Friedland même. Rencontrant dans la nuit les Russes à mi-chemin entre Domnau et Friedland, Lannes réunit les troupes arrivées et se porte au contact de l'armée russe, à Posthenen (de), afin de l'empêcher de se déployer avant l'arrivée du reste de l'armée. Il dispose son artillerie sur le plateau dominant Posthenen, une partie des voltigeurs au centre de la plaine, dans un bois entre l'Alle à droite et Posthenen à gauche, demande à Grouchy de garder la droite du bois, le reste de la troupe (grenadiers et voltigeurs) gardant la plaine entre le bois et Posthenen. Le feu démarre à trois heures du matin, au petit jour. Nansouty arrive un peu plus tard avec ses carabiniers et ses cuirassiers, et occupe sur ordre de Lannes l'espace proche de la route entre Friedland et Königsberg, à gauche de Posthenen.

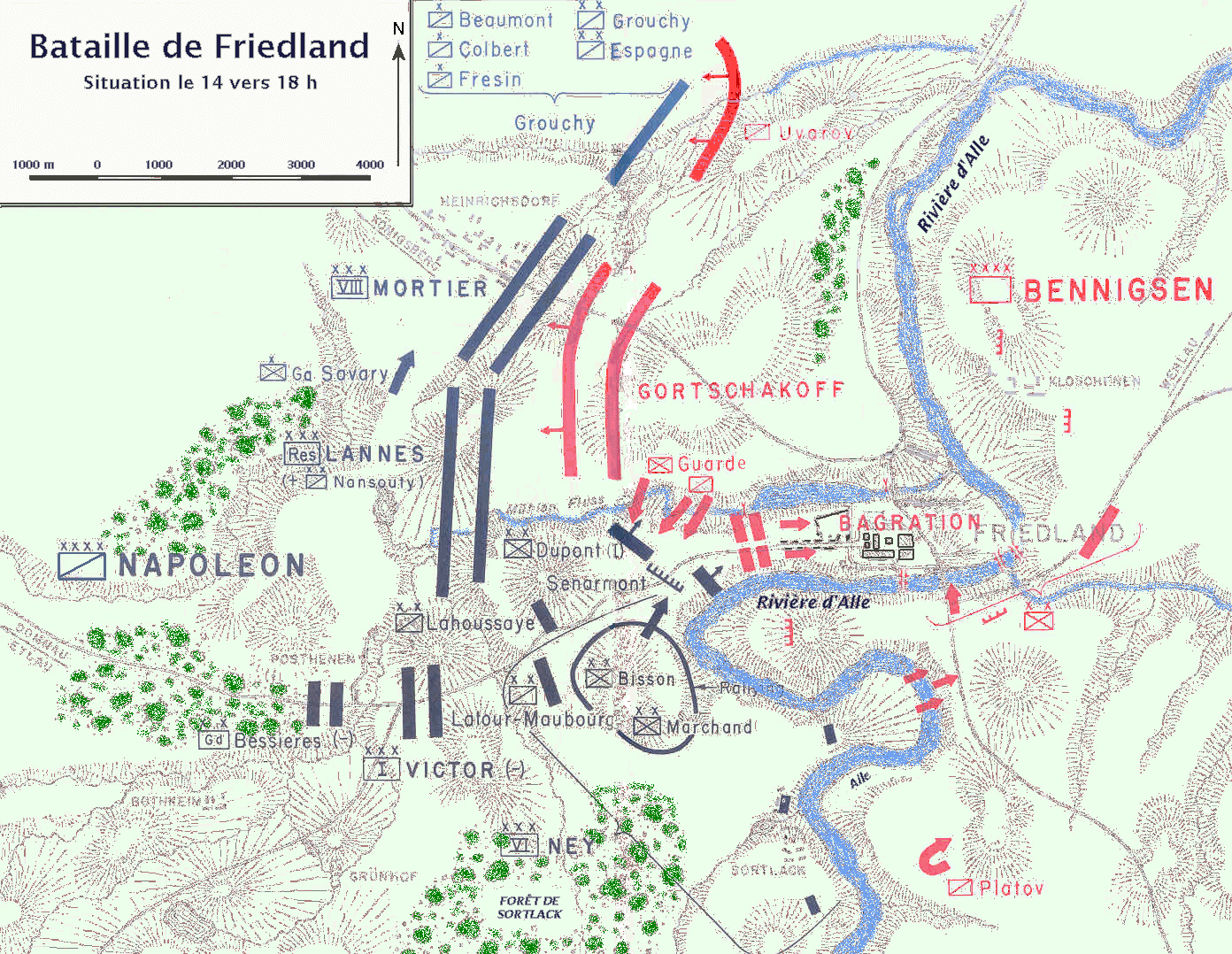
Carte du champ de bataille, le 14 juin.

Les Russes ne pouvant prendre pied sur la rive défendue par Grouchy regroupent leurs efforts sur la route de Friedland ; Lannes demande alors à Grouchy de soutenir Nansouty, qui s'était replié. Grouchy s'empare alors du village d'Heinrichsdorf (de), sur cette route, en ralliant Nansouty ; Lannes lui envoie la brigade de grenadiers Albert de la division Verdier, qui vient de rejoindre son corps. Grouchy est repoussé par la cavalerie russe, puis elle-même est mise en déroute par Nansouty, qui repousse les Russes jusqu'à Friedland. Les grenadiers d'Albert prennent position sur Heinrichsdorf, et la division Dupas du corps de Mortier entre en ligne entre Heinrichsdorf et Posthenen.
Sur la gauche de Lannes, l'absence de Grouchy fait peser l'attaque russe, qui traverse enfin, uniquement sur les grenadiers d'Oudinot ; la division Verdier est séparée en deux colonnes pour attaquer des deux côtés du bois les Russes qui essaient d'y pénétrer. L'armée russe (70 000 hommes) est maintenant entièrement déployée, mais les troupes de Lannes occupent toujours les positions clefs du champ de bataille, et les Russes ont le dos tourné à l'Alle, tandis que leurs communications sont compliquées par le ruisseau coupant la plaine en deux. Le front s'étend sur cinq kilomètres.
Ronald Zins explique comment Lannes peut tenir :

« Pour pallier son infériorité numérique, Lannes combat tout en manœuvres savantes et judicieuses. Profitant de la hauteur des seigles, des bosquets d'arbres et des inégalités de terrain, il ploie ou déploie ses bataillons dont les mouvements sont montrés ou dérobés à propos. Grâce à ce stratagème, Lannes parvient à faire croire aux Russes que ses forces sont plus importantes qu'elles ne le sont en réalité. Toutefois, le refoulement de l'adversaire ne se fait qu'au prix de lourdes pertes et le maréchal presse l'Empereur d'arriver.[…] Lannes lance alors un nouvel appel à l'aide : « Crève ton cheval, Saint-Mars, dit-il à son aide de camp, pour rapporter à l'Empereur que c'est l'armée russe tout entière que nous avons sur les bras. » »

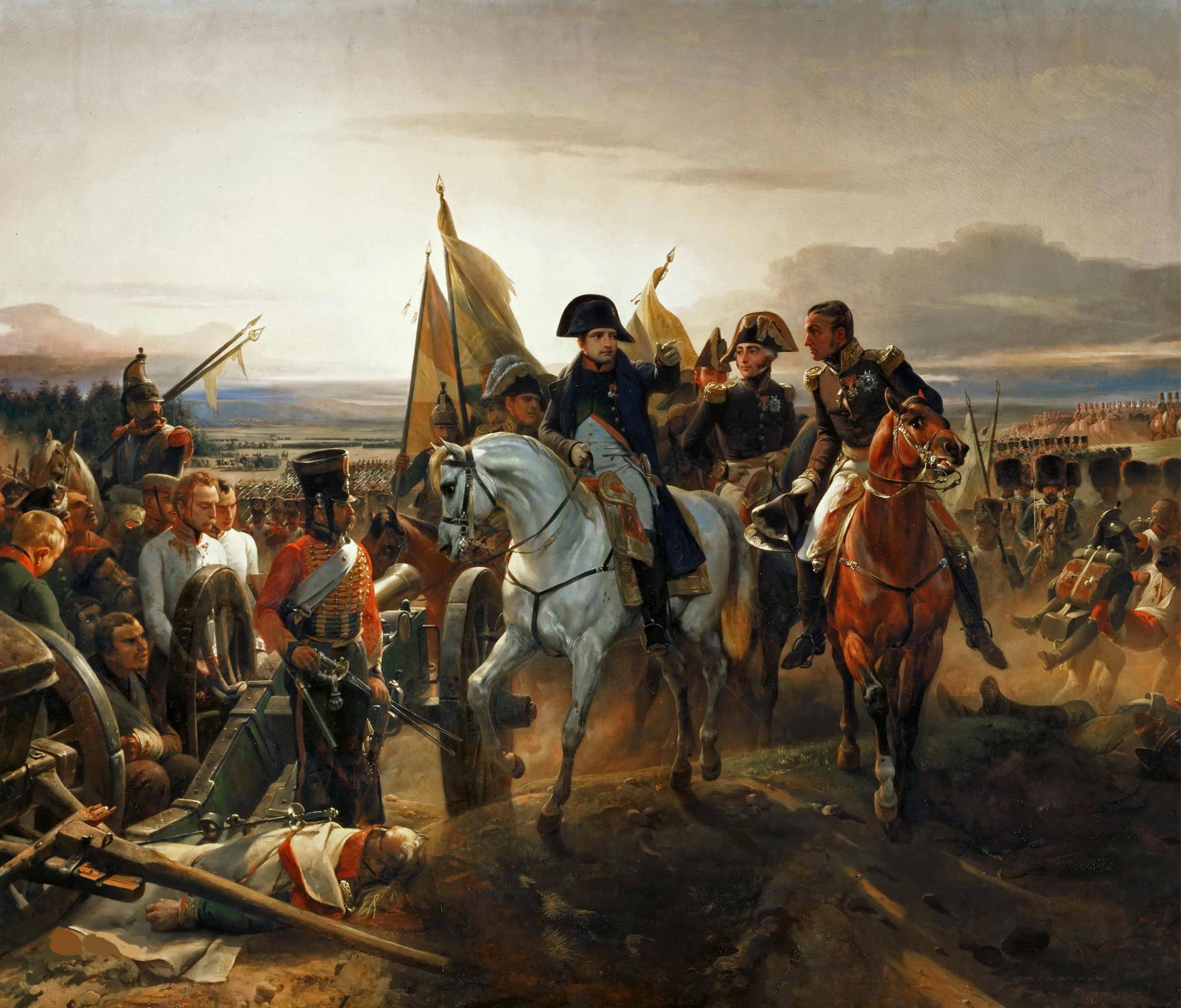
Napoléon à Friedland par Horace Vernet, Versailles.

Les corps de Ney et de Victor, accompagnant Napoléon, arrivent enfin vers midi, onze heures après les premières échauffourées, et l'armée française peut se déployer aisément dans l'espace gardé par le corps de Lannes. Lannes reste au centre, à Posthenen. Ney prend la tête de l'attaque générale, du côté gauche, et relance l'offensive à partir de cinq heures de l'après-midi. Il pénètre directement dans Friedland, tandis que les Russes sont encerclés par le reste de l'armée. La défaite russe est cuisante : 25 000 hommes tués ou blessés, tandis que les Français n'en comptent que 10 000. Le bulletin de la Grande Armée parle toutefois plus de la seconde partie de la bataille, après l'arrivée de l'Empereur, que de la première, où Lannes a fixé les troupes russes et permis la réussite du reste des troupes ; mais cette fois-ci Lannes ne semble pas en tenir rigueur à son souverain.
Dans une lettre datée du 22 juin 1807 et adressée à l'Empereur, il précise sa vision de la bataille de Friedland :

« L'ennemi n'eut pas de meilleur succès dans plus de trente charges d'infanterie et de cavalerie qu'il fit sur toute l'étendue de notre ligne; partout et toujours il fut écrasé par un feu terrible d'artillerie et de mousqueterie, et souvent reconduit à la baïonnette.

Ces efforts de courage et d'opiniâtreté de nos troupes devant une armée aussi formidable, qui avait trois fois plus de cavalerie que nous, et au moins deux cents bouches à feu en batteries, sont dus en grande partie à l'importance bien sentie du poste qu'elles défendaient et à la confiance que leur inspirait l'arrivée prochaine de Votre Majesté à la tête de son armée. »

À nouveau, Murat et Lannes sont de concert dans la poursuite des débris de l'armée russe. Le 20 juin, Lannes est à Tilsit, et annonce à sa femme la paix "dans huit jours". Il ne se trompe que de peu : les traités de Tilsit sont signés le 7 juillet avec la Russie et le 9 avec la Prusse. Napoléon profite de ce succès militaire et diplomatique pour récompenser grandement ses hommes : le premier, le maréchal Lefebvre, est nommé duc de Dantzig le 28 mai. Le 30 juin, c'est Lannes qui reçoit donation des revenus de la principauté de Sievers, mais sans recevoir le titre de prince (qu'il utilise toutefois dans des documents officiels à l'intérieur de la principauté) ; à cette gratification s'ajoute l'élévation du général Victor, son vieil ami, à la dignité de maréchal d'Empire. Lannes est également nommé colonel général des Suisses en 1807.

### La paix en famille

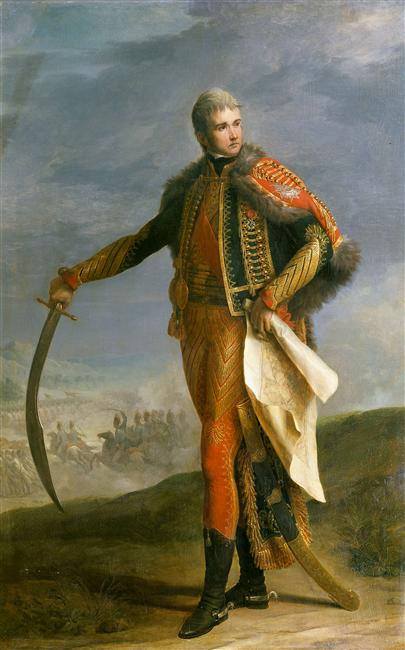
Portrait de Jean Lannes, duc de Montebello, Maréchal de France (1769-1809) (entre 1805 et 1810), Versailles. Le maréchal porte ici son uniforme de colonel général, rouge, couleur typique des régiments suisses.

Bien que pressenti un temps pour commander l'armée qui devait occuper le Portugal, Lannes peut profiter des huit premiers mois de l'année 1808 pour rentrer dans sa famille et s'occuper de ses affaires à Paris : son domaine de Maisons et son hôtel rue de Varenne. Il se rend également aux eaux de Saint-Sauveur pour sa santé, et fait plusieurs séjours à Lectoure. Durant l'un d'entre eux, Murat, récent roi de Naples, s'y trouve également, revenant également des eaux où sa santé l'avait conduit. Le 15 juin 1808, Lannes est fait duc de Montebello.
Au mois d'octobre 1808, Lannes accompagne Napoléon qui doit s'entretenir à Erfurt avec le tsar Alexandre au sujet de leur alliance ; désigné pour aller au-devant du souverain, il le reçoit à Bromberg, à l'entrée de la confédération du Rhin. Le tsar flatte le nouveau duc, et n'oublie pas de présenter, même par procuration, ses respects à la maréchale. Au moment de son départ, le souverain russe décore le maréchal du cordon de l'ordre de Saint-André, que Lannes portera avec l'autorisation personnelle de Napoléon.

### Campagne d'Espagne (1808)
Mais en Espagne, la situation est loin d'être aussi bonne qu'à l'est. Depuis le 2 mai, l'insurrection a été déclenchée contre l'armée d'occupation française. Si Bessières a remporté la victoire de Medina de Rioseco, la capitulation de Dupont de l'Étang à Bailén est un choc. La convention de Cintra a rendu le Portugal inatteignable, mais permet de sauver l'armée de Junot qui, transférée sur Rochefort, peut repartir aussitôt au combat. La Grande Armée, menée par Napoléon lui-même, franchit la frontière pour rétablir une situation déplorable. Lannes l'accompagne, malgré sa répugnance à passer de l'autre côté des Pyrénées. Mais il reste pour le moment sans commandement particulier : Lannes est un atout que Napoléon veut utiliser là où cela est nécessaire et urgent.
Traversant les montagnes de Tolosa, le maréchal fait une chute de cheval extrêmement violente, au point d'être intransportable. Le docteur Larrey, chirurgien de la Garde impériale, le soigne à Vitoria, où il arrive le 8 octobre, en enveloppant son corps dans la peau d'un mouton fraîchement dépecé. Les soins ont l'air en partie efficaces, puisque Lannes peut rejoindre l'armée à Burgos, après la bataille qui repousse l'armée espagnole de Blake vers le sud-ouest. Napoléon fait encore face à deux armées : celle de Castaños, au centre, qui borde le cours de l'Èbre, et celle de Palafox, au sud-est. C'est le maréchal Moncey qui fait face, avec le 3e corps, aux Espagnols ; il a pour ordre de rester immobile, le temps que le corps de Ney coupe la retraite à Castaños, cible directe de l'Empereur.
Mais les opérations récentes exécutées par Moncey n'ont pas satisfait Napoléon : il demande donc à Lannes de rassembler des troupes à Logroño, puis de rejoindre Moncey et de prendre le commandement de son corps. Puis il doit se porter sur Tudela où il rencontrera les armées espagnoles. Lannes part avec les lanciers polonais de Lefebvre-Desnouettes, et rassemble à Logroño la division Lagrange, et les brigades de cavalerie Auguste Colbert (détachée du corps de Ney) et Digeon. Parti le 19 novembre, il arrive le 20 à Lodosa auprès de Moncey, qui se place sous son commandement. Le 22, les troupes de Logroño sont réunies à celles du corps, qui comprend déjà les divisions Maurice Mathieu, Musnier, Morlot et Grandjean, ainsi que la brigade de cavalerie Wattier. L'armée réunit alors environ 30 000 hommes, les armées espagnoles en comptant 50 à 60 000.
Le 22, Lannes est à Alfaro. Le 23 novembre, il part accompagné des lanciers pour reconnaître le terrain vers Tudela. Ayant aperçu les Espagnols, il donne le signal de l'attaque dès l'arrivée de ses troupes : l'aile droite subit la charge de Mathieu, le centre, après une vive canonnade, fut enfoncé par Morlot et Grandjean, Lefebvre et Colbert profitant de la trouée pour encercler le reste de l'aile droite. Lannes confie à Moncey l'élimination du reste de ces deux parties ; lui-même, avec Musnier et Digeon, attend Lagrange pour attaquer la gauche espagnole. La division fait reculer, avec l'aide des dragons, le reste de l'armée espagnole. 7 000 Espagnols sont tués ou faits prisonniers.
Mais Lannes a surestimé ses propres forces : il ne peut plus se tenir debout, et reste à Tudela, remettant à Moncey le soin de poursuivre Palafox sur Saragosse, tandis que Mathieu, avec Lagrange et Colbert, s'élance à la suite de Castaños vers Calatayud. Malheureusement, Ney n'est pas au poste que Napoléon lui a assigné : il croit que Lannes a été battu, et Castaños peut donc faire retraite par Ágreda sans autre problème. Ney, rejoint par les divisions du 3e corps, ayant manqué à sa tâche, n'a plus qu'à les suivre sur Saragosse. Lannes envoie également son aide de camp Marbot à Ágreda porter la nouvelle de la victoire ; à cause de l'absence de Ney, Marcellin Marbot manque de peu de se faire prendre, et ne transmet son message que le 26 novembre.
L'immobilisation de Lannes empêche apparemment son armée de prendre Saragosse aussi rapidement qu'il le souhaitait. De son côté, Napoléon souhaite marcher contre l'armée anglo-espagnole venue du Portugal, et commandée par John Moore. Forte de 40 000 hommes, elle menace directement le corps de Soult, dans le León. L'Empereur rassemble donc le corps de Ney, une partie de celui de Victor, la garde impériale et les dragons de La Houssaye. L'armée se met en route le 19 décembre, Napoléon partant de Madrid le 28 et arrivant le soir même au pied du Guadarrama, Lannes l'accompagnant toujours. L'ascension de la montagne, en pleine tempête de neige, est difficile, et Napoléon montre l'exemple à ses troupes pour avancer sur ce genre de chemins : les soldats doivent se tenir par le bras dans chaque rang, lui-même se plaçant ainsi entre Duroc et Lannes. Une fois la montagne passée, la température remonte, mais la pluie transforme le chemin en fleuve de boue. Quant à l'armée anglo-espagnole, elle fait retraite en évitant le contact avec les Français.
Le 1er janvier 1809, Napoléon est à Astorga, où il fait défiler les troupes de Soult et de Ney. Il fait également donner gîte et couvert à un millier de femmes et d'enfants anglais qui n'ont pas suivi l'armée de Moore. Rentrant à Benavente, il apprend les préparatifs de guerre de l'Autriche, et décide de rentrer en France pour y faire face. Emmenant avec lui Lannes, toujours convalescent, il le charge de prendre Saragosse, lui donnant le commandement des corps de Junot et de Mortier.

#### Sièges de Saragosse
Saragosse est l'une des premières villes à répondre à l'insurrection venue de Madrid. En juin 1808, le général de cavalerie Lefebvre-Desnouettes bat plusieurs fois l'armée aragonaise de Palafox, mais celle-ci se réfugie dans Saragosse. Le général du génie Lacoste, aide de camp de Napoléon, commence les préparatifs du siège, puis c'est le général Verdier, à la tête de sa division, qui prend le commandement le 26 juin. Même si le 4 août, la moitié de la ville est conquise, la résistance est forte, et le 7 août, le roi Joseph ordonne de lever le siège, lui-même évacuant Madrid, après la défaite de Bailén ; le jour suivant, Castaños arrive d'Andalousie avec 25 000 hommes, mais les Français sont déjà partis.
La victoire de Tudela n'est pas suivi de l'effort nécessaire pour s'emparer de Saragosse : Ney et Moncey ne se retrouvent devant la capitale aragonaise que le 30 novembre, soit une semaine après la victoire de Lannes. Rappelant Ney pour son offensive vers l'ouest, Napoléon envoie à Moncey le 5e corps d'armée, commandé par Mortier, fraîchement arrivé en Espagne. Mais les Espagnols sont fortement retranchés, nombreux (31 000 soldats, 15 000 paysans, et autant de citadins), et parfaitement approvisionnés en munitions et en vivres ; ils sont également prêts à défendre la ville coûte que coûte.

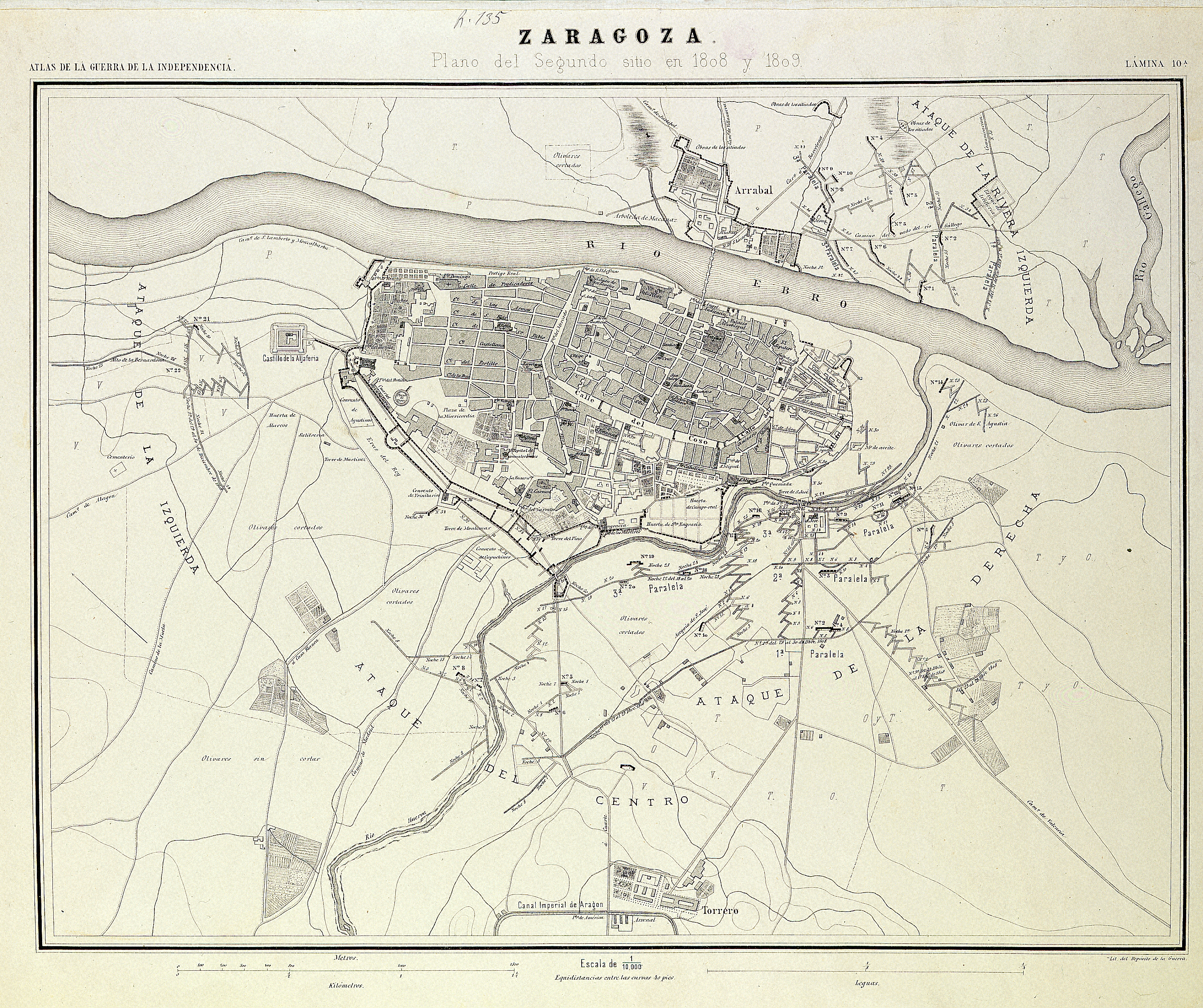
Plan du siège de Saragosse de 1809.

Le 20 décembre, les troupes de Mortier et de Moncey s'établissent enfin devant Saragosse : le 3e corps et le 5e corps (l'ancien corps de Lannes, avec les divisions Suchet, Gazan et une brigade de cavalerie) comprennent environ 23 000 hommes chacun, le général Lacoste étant toujours à la tête du génie. Le mont surplombant la ville est pris le 21, mais les faubourgs de la rive gauche résistent aux Français. Napoléon remplace alors Moncey par le général Junot, qui arrive le 29 décembre. L'Empereur précise les tâches de chacun : au 3e corps le soin d'attaquer, au 5e la couverture des assiégeants, en protégeant les arrières. Seule du 5e corps, la division Gazan reste devant le faubourg (Arrabal (es) en espagnol), sur la rive gauche, au nord de l'Èbre. Junot arrive le 29 décembre, et lance son attaque en trois points : le couvent Saint-Joseph à droite, le pont de la Huerva au centre, le château de l'Inquisition à gauche. Seule une partie de ces objectifs sont atteints, la coordination entre les différents corps ayant du mal à se faire, compliquée par les attaques d'insurgés aragonais des alentours.
Le 22 janvier, Lannes arrive et prend les commandes de l'ensemble du siège, faisant entrer l'affrontement dans une nouvelle phase. Afin de mieux protéger les troupes du siège, il rapproche de la ville Mortier et Suchet, soustrayant un régiment à ce dernier pour renforcer l'assaut. Assignant à Wattier la surveillance des routes de Valence et de Tortosa, à Alcañiz, il s'installe lui-même au milieu des troupes. Il prévoit dans une lettre datée du 26 janvier d'être maître de la ville « dans deux jours », mais la progression parmi les couvents espagnols est assez lente, et Lannes se rend compte que la situation n'est pas aussi bonne que prévu.
Il écrit le lendemain de l'attaque à Napoléon :

« Malgré tous les ordres que j'avais donnés pour empêcher que le soldat ne se lançât trop, on n'a pas pu être maître de son ardeur. C'est ce qui nous a donné 200 blessés de plus que nous devions avoir.[…] Le siège de Saragosse ne ressemble en rien à la guerre que nous avons faite jusqu'à présent. C'est un métier où il faut une grande prudence et une grande vigueur. Nous sommes obligés de prendre avec la mine ou d'assaut toutes les maisons. Ces malheureux s'y défendent avec un acharnement dont on ne peut se faire une idée. »

Bien aidé par Lacoste, Lannes fait miner les cibles proches de ses soldats, afin de s'en emparer rapidement pour pouvoir correctement s'y barricader ; en réaction, les Espagnols entraînent les Français dans une guerre de rue. L'infériorité numérique des assiégeants les expose à des tentatives de récupération des différents couvents occupés, mais Lannes donne un bon exemple de courage et de volonté à ses troupes, ce qui leur permet de tenir ; il essuie lui-même de temps en temps le feu ennemi, voire celui de ses propres soldats.

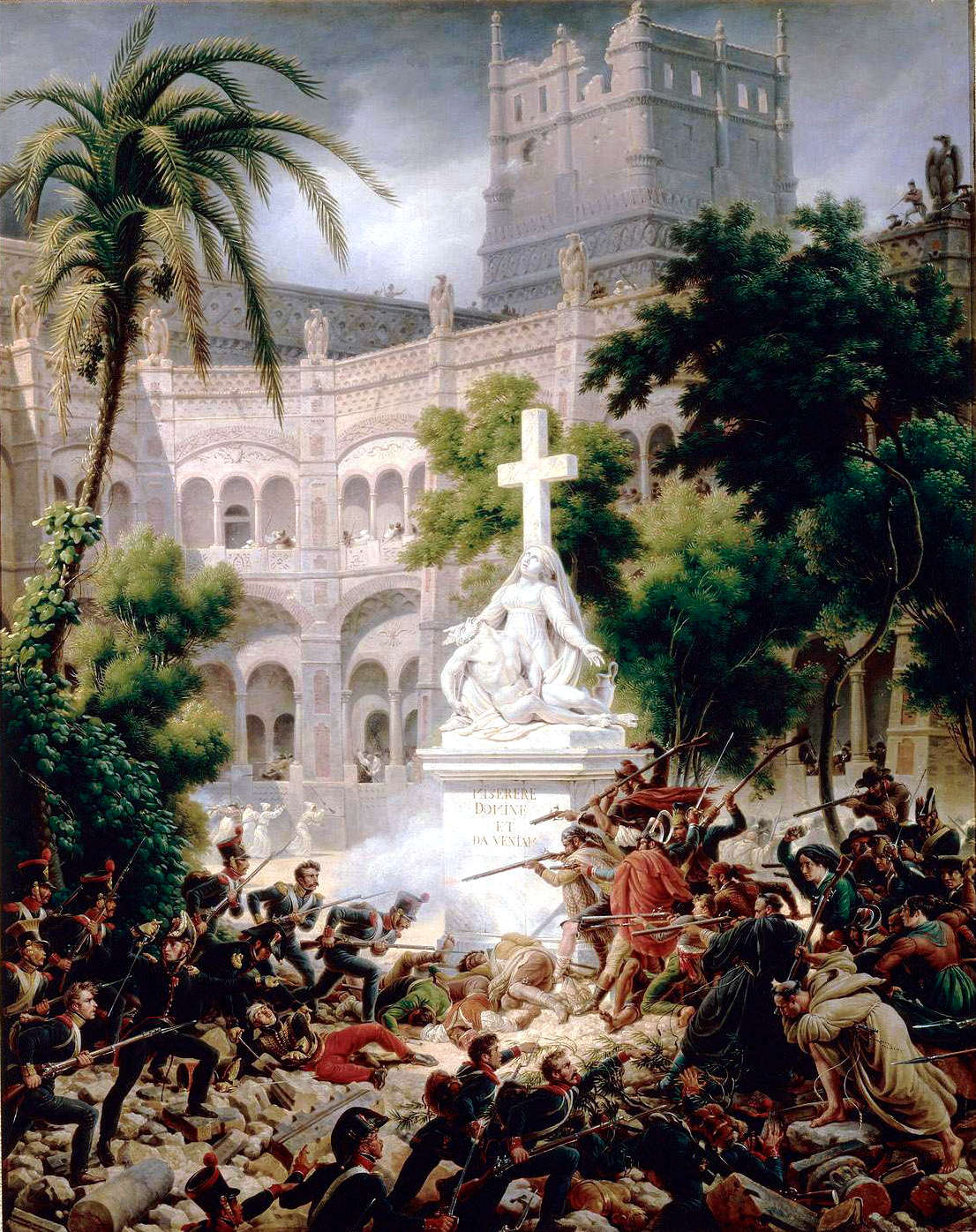
Épisode du siège de Saragosse : assaut du monastère de Santa Engracia, le 8 février 1809 par Louis-François Lejeune.

Suivant les ordres de Lannes, en contradiction avec ceux de l'Empereur, Mortier vient renforcer Gazan, tout en plaçant Suchet de manière à pouvoir être protégé des attaques du dehors, et être soutenu pour entrer dans la place. La maladie et la famine elles-mêmes entrent à Saragosse, augmentant les difficultés du siège. Mais en une semaine, les Français atteignent le Coso (es), grande artère séparant en deux la ville, et le génie prépare le passage de l'autre côté.
Remettant alors la direction du siège à Junot, Lannes part le 13 février pour les hauteurs de Villamayor de Gállego, une forte position ; il y attend les armées ennemies, ainsi que les renforts promis par l'Empereur. Puis il retourne à Saragosse le 17 février pour y reprendre la direction des opérations. Le 20 février, la junte commandant la défense de la ville, à laquelle Palafox, malade, a transmis son autorité, décide la reddition de la place, bien convaincus par un bombardement intense de la rive droite et une percée décisive des Français. La garnison ne compte plus que 13 000 hommes, qui sont emmenés prisonniers, tandis que la ville n'est apparemment plus peuplée que par 12 à 15 000 habitants selon Lannes.
Lannes travaille ensuite à assainir Saragosse, traitant la population du mieux qu'il peut. Le 6 mars, un Te Deum est célébré par l'archevêque de Saragosse (es) dans Notre-Dame del Pilar, en présence de Lannes, de Mortier et de leurs états-majors au complet. Lannes, exténué, attend impatiemment l'ordre qui lui permettra de retourner en France, laissant l'Aragon à Suchet. Le 26 mars, il part enfin, et rentre à Lectoure auprès de sa femme.
Voilà le jugement que porte sur le siège le général Thoumas :

« Au point de vue militaire, ce siège doit être considéré comme une des principaux titres de gloire de l'armée française et de Lannes en particulier. Pour le juger il faut tenir compte de la grande infériorité numérique des assaillants, des difficultés qu'il éprouvait pour s'approvisionner de vivres et de munitions, de la constance avec laquelle ils supportèrent des privations et des fatigues inouïes, du courage qu'ils opposèrent pendant cinquante trois jours et cinquante trois nuits à des dangers continus. L'activité du maréchal Lannes, qui ne s'épargnait à aucun moment la peine et la fatigue, le sang-froid qu'il montra dans les dispositions les plus critiques, l'ardeur et la patience dont il donna l'exemple aux troupes, furent pour beaucoup dans le succès. »

Concernant l'attitude de Lannes après la capitulation de la ville, le maréchal accepte, de la part des autorités de Saragosse, des cadeaux et peut-être de l'argent. Thierry Lentz avance l'hypothèse que Lannes ait participé au pillage de la ville, tandis que d'autres historiens[Qui ?] pensent qu'il a seulement organisé des « contributions de guerre ».

### Campagne d'Allemagne et d'Autriche (1809)
L'armée autrichienne envahit la Bavière le 8 avril 1809, et repousse les Bavarois sur Munich et Augsbourg. Arrivé à Donauworth le 13 avril, le maréchal Berthier prend le commandement de l'armée française, mais sous son commandement les affaires franco-bavaroises ne tournent pas bien. Le 16, les Autrichiens entrent à Munich, tandis que Davout se concentre à Ratisbonne avec l'armée du Rhin, Masséna faisant de même autour d'Augsbourg avec ses troupes ; l'armée bavaroise se place entre les deux corps d'armée français.
Napoléon Ier a quitté Paris le 13, pour prendre le commandement de l'armée en Bavière, et enjoint Lannes de le retrouver au plus tôt. Moins d'un mois après être rentré d'Espagne, Lannes se retrouve donc le 19 avril auprès du souverain. À son arrivée, le maréchal doit recevoir le commandement du 2e corps, composé du corps d'observation d'Oudinot (divisions Claparède et Tharreau), de la division Saint-Hilaire et de la brigade de cavalerie Colbert. Le 3e corps est sous les ordres de Davout, et le 4e sous ceux de Masséna ; l'armée bavaroise a pour chef le maréchal Lefebvre, et le général Vandamme commande aux Wurtembergeois. Mais au 19 avril, Davout a du mal à rejoindre l'Empereur, pressé par trois corps d'armée dirigés par l'archiduc Charles. Laissant derrière lui Ratisbonne aux mains d'un régiment de ligne sous les ordres du colonel Coutard, il bat à la bataille de Teugen-Hausen le corps de Rosenberg, tandis que le général de cavalerie Montbrun tient en échec à Dinzling le corps de Hohenzollern.
Aussi la réorganisation des troupes napoléoniennes n'est pas encore faite : Napoléon ordonne à Lannes de prendre en charge les divisions Morand, Gudin et la brigade de cuirassiers de Saint-Sulpice. Ceci fait, Lannes engage aussitôt les rassemblements autrichiens, qu'il refoule au-delà d'Arnhoffen ; Lefebvre fait de même à Pfaffenhoffen avec ses Bavarois. Son armée reconcentrée, l'Empereur peut alors mettre son plan à exécution : tenter de couper l'armée autrichienne en deux. Le 20 avril, il lance ses opérations durant la bataille d'Abensberg.

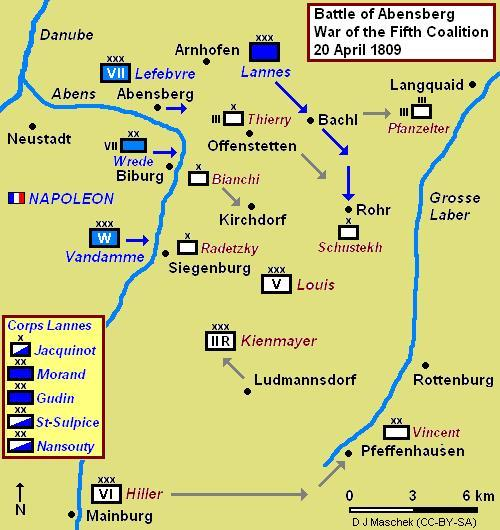
Carte de la bataille d'Abensberg.

Le corps de Davout tient en respect l'archiduc Charles à gauche, et Masséna fait de même avec le général Hiller à droite. Face à Napoléon se trouvent le corps du général Thierry et une partie de la cavalerie des corps de l'archiduc Louis et des généraux Hiller et Kienmayer. Du côté français, les troupes de Lannes, les Bavarois et les Wurtembergeois leur font face. Prenant le commandement direct des troupes alliées, il laisse Lannes à sa gauche couper les lignes de communication entre Thierry et l'archiduc Charles. Les soldats de Lannes avancent vivement sur Rohr, et fait prisonnière la majeure partie de l'infanterie de Thierry.
Napoléon a réussi à séparer les deux parties de l'armée d'Autriche, et durant la journée du 21 avril, repousse l'aile gauche autrichienne pour l'encercler près de Landshut, sur l'Isar : Davout et Lefebvre repoussant l'aile droite, Napoléon accompagné de Lannes, au centre, et Masséna (qui a traversé l'Isar à Moosburg) sur la rive droite complètent l'encerclement. Mais le corps de Masséna est plus lent que prévu, et Hiller arrive à sortir ses troupes de Landshut, bien que fortement poursuivis. L'archiduc Charles a alors perdu 40 à 45 000 hommes, mais le succès n'est pas encore complet. La position de Davout face à Charles est d'ailleurs critique puisque proche de Ratisbonne, d'où Liechtenstein le menace. Napoléon, ne laissant derrière lui que Bessières avec deux divisions, se porte sur Eckmühl pour dégager Davout ; Lannes se voit attribuer la brigade de dragons de Nansouty, et part avec Vandamme et les Wurtembergeois en avant-garde. Arrivés aux avant-postes, Vandamme chasse les Autrichiens de leurs positions par son artillerie, tandis que Gudin les encercle par la gauche, Lannes et Morand prenant position au centre. Les Wurtembergeois s'emparent de la ville et du château, tandis que Davout fait prendre Unterlaichling. En pleine nuit, sous la lune, les deux cavaleries s'affrontent, mais l'arrivée du corps de Kolowrat arrête l'attaque. Suivant l'avis de Masséna, et contre celui de Lannes, Napoléon décide d'arrêter la progression de l'armée, alors fatiguée et peu encline à continuer le combat de nuit.
Si la bataille d'Eckmühl est un succès de plus, les Autrichiens perdant 6 000 tués ou blessés et 15 000 prisonniers, les Français ont de leur côté 1 200 morts et 4 000 blessés. L'un des vieux compagnons de Lannes, son chef d'état-major le général Cervoni, est tué net par un boulet alors qu'il est en train de lui parler ; Lannes s'écrie « Heureuse mort ! », Cervoni n'ayant pas eu le temps de souffrir.

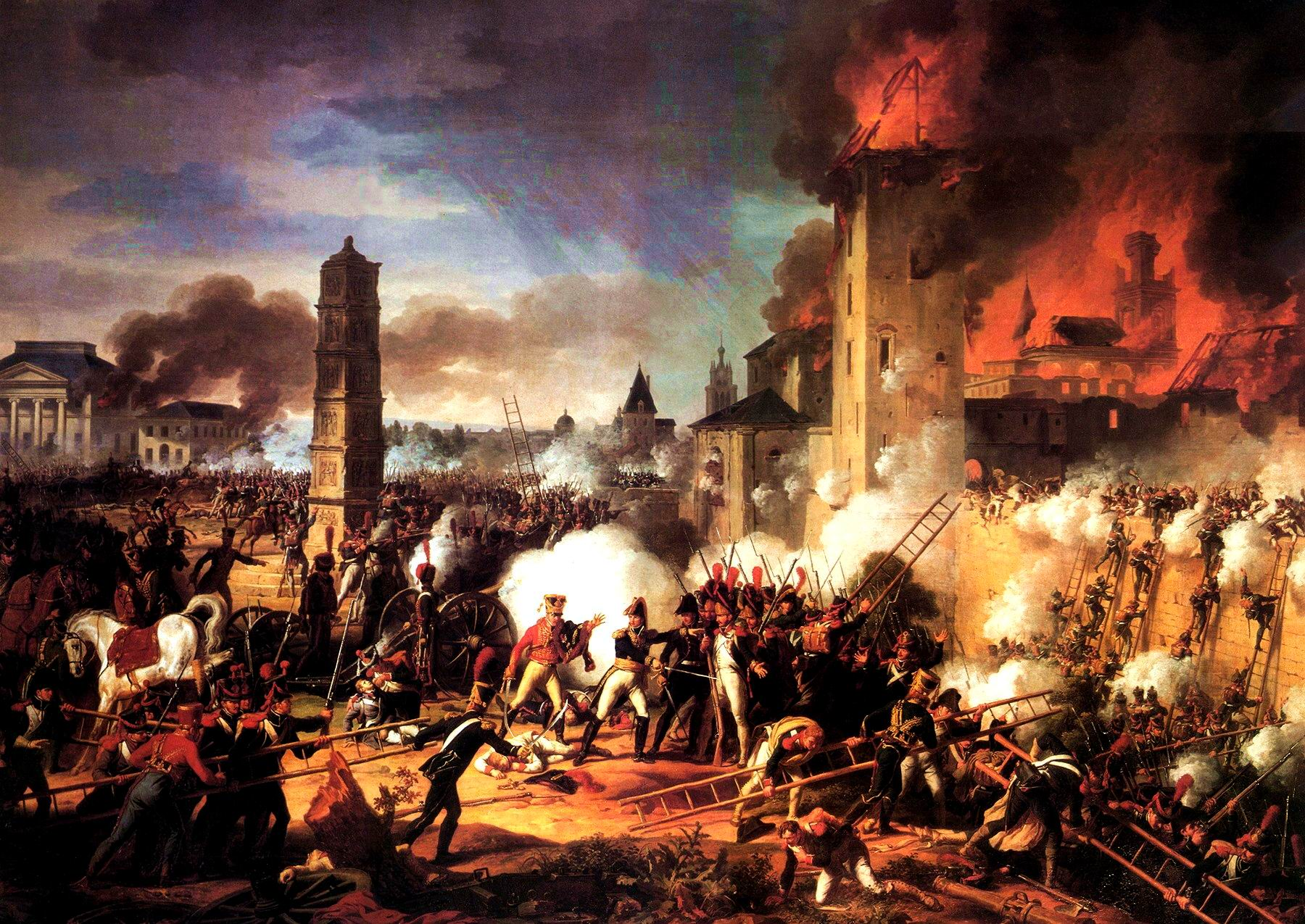
Attaque et prise de la ville de Ratisbonne par le maréchal Lannes le 23 avril 1809 par Charles Thévenin (1810), Versailles.

Les Autrichiens se replient sur Ratisbonne et tentent de passer sur la rive gauche du Danube, à l'aide d'un pont de bateaux. Lannes, apprenant l'existence de l'ouvrage, dirige dessus un feu d'artillerie, et la tête de pont tombe rapidement aux mains des Français. Six bataillons restent dans la ville et attendent l'assaut, tandis que le reste de l'armée autrichienne continue sa traversée. Lannes, placé à droite de la ville, fait franchir les fossés à un régiment, et la porte de Straubing est enfoncée des deux côtés. Lannes atteint alors le centre de la ville, mais ne peut sans danger s'avancer sur le pont, et l'armée ennemie peut enfin terminer sa retraite.

#### Vers Vienne
Napoléon décide de poursuivre l'archiduc Charles sur la route de Bohême, tout en essayant de lui couper la route de Vienne. Profitant de l'accalmie, le commandant en chef peut effectivement réorganiser l'armée comme prévu au départ de la campagne. Lannes retrouve la tête du 2e corps, la division Claparède (qui renforce le corps de Masséna) exceptée. Le 2e corps marche au centre de l'armée, se dirigeant vers Braunau ; Masséna forme la gauche, et Lefebvre et ses Bavarois la droite. Davout, chargé de la poursuite de Charles, suit pour l'instant l'armée en arrière-garde. Lannes recueille au passage les troupes de Bessières, malmenées par Hiller, et franchit l'Inn avec l'Empereur à Mühldorf, le 27 avril au soir ; la Salza est franchie le 30 à Burghausen.
Les troupes de Lannes rencontrent plusieurs fois leurs homologues autrichiens : entre Altheim et Ried, les Français font 1 500 prisonniers ; à Wels, sur la Traun, Lannes fait réparer sous le feu ennemi le pont qu'il doit traverser, puis se dirige sur Steyr pour franchir l'Ens (de). À gauche, Masséna a rencontré Hiller à Ebersberg, et leur combat s'est changé en boucherie, les pertes étant de 4 500 Autrichiens et 2 800 Français. Lannes quant à lui ne peut passer l'Ens que le 4 mai, et est devancé par Hiller au défilé d'Amstetten. Il arrive le 7 mai à Melk, qui domine la rive droite du Danube, où Napoléon le rejoint pour diner.
Davout a été remplacé sur les arrières par Bernadotte et l'armée saxonne. Discutant avec l'Empereur de l'importance du camp autrichien placé sur la rive gauche (l'archiduc Charles est-il seul, ou Hiller l'a-t-il rejoint en passant par Mautern ?), Lannes suggère d'envoyer un de ses aides de camp pour reconnaitre l'ennemi. Accompagné d'un sergent et de dix grenadiers, Marbot doit ramasser quelques prisonniers ; la mission réussit, et Napoléon peut apprendre qu'Hiller a bien passé le fleuve. Cela lui ouvre toute grande la route de Vienne, plus aucune troupe ne se trouvant sur son passage ; Bessières fait brûler le pont de Mautern pour s'assurer de l'impossibilité de retraverser le fleuve. L'archiduc Charles ne peut rejoindre Vienne que pour la défendre de l'attaque des Français : le 10 mai, les faubourgs sont pris sans résistance, Napoléon prenant ses quartiers au château de Schönbrunn. Craignant d'être encerclé dans Vienne, l'archiduc Maximilien fait retraite par le pont du Tabor, qu'il brûle ensuite, laissant dans Vienne le général O'Reilly (en) pour signer la reddition. Celle-ci est ratifiée le 13 mai à deux heures du matin.
Pour passer le Danube, les ponts de Vienne ayant été brûlés, l'île Lobau en aval s'impose compte tenu des circonstances. Forcés de construire un pont de bateaux, le premier corps à passer (le 4e de Masséna) ne traverse que le 21 mai, et les éléments qui débarquent trouve l'armée autrichienne entre Essling et Aspern, en retrait de ces villages.

#### Bataille d'Essling

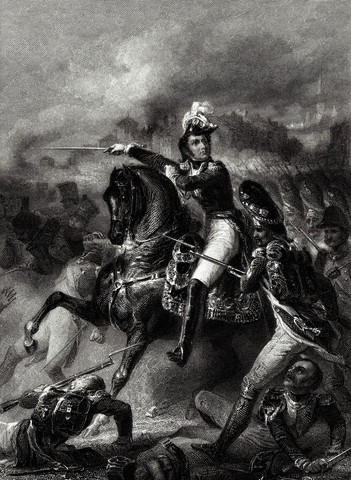
Lannes à la tête de ses troupes à Essling par Jean-Charles Nicaise Perrin.

Les éléments du corps de Masséna ayant débarqué s'établissent face aux Autrichiens : une division à gauche pour tenir Aspern, une division à droite pour Essling, le reste se trouvant au centre, défendant le pont flottant.
Lannes, passé sur Lobau le 20 mai, reçoit pour ordre le 21 de défendre Essling avec les troupes de Masséna. Mais seuls 24 000 hommes d'infanterie et 5 000 de cavalerie sont passés, et font face à 80 000 Autrichiens. Napoléon, qui a donné le commandement de l'aile droite à Lannes, lui adjoint également celui du centre, placé sous les ordres directs de Bessières. Même si Lannes et Bessières ne s'entendent pas, les injonctions de l'un sont suivies par l'autre, en dépit de quelques problèmes de susceptibilité du second. Malgré la mort du général Espagne, blessé mortellement par un boulet, la cavalerie tient le choc, et le combat cesse à la nuit. La mésentente entre Lannes et Bessières éclate alors devant Masséna, obligé de les séparer avant qu'ils n'en viennent à se battre.
Lannes voit enfin son corps traverser le fleuve pendant la nuit. Il passe donc au centre, Bessières en seconde ligne avec la cavalerie, Masséna tenant Aspern et le général Boudet Essling, attendant les fusiliers de la garde impériale. L'armée française, après avoir défendu toute la journée précédente, passe enfin à l'offensive. Afin de ralentir l'avance française, les Autrichiens endommagent fortement les ponts de bateaux, Napoléon demandant alors à Lannes d'arrêter l'offensive, préférant lancer la retraite : le corps de Davout et les parcs pouvant alimenter l'artillerie, alors en manque de munitions, la bataille ne peut être gagnée.

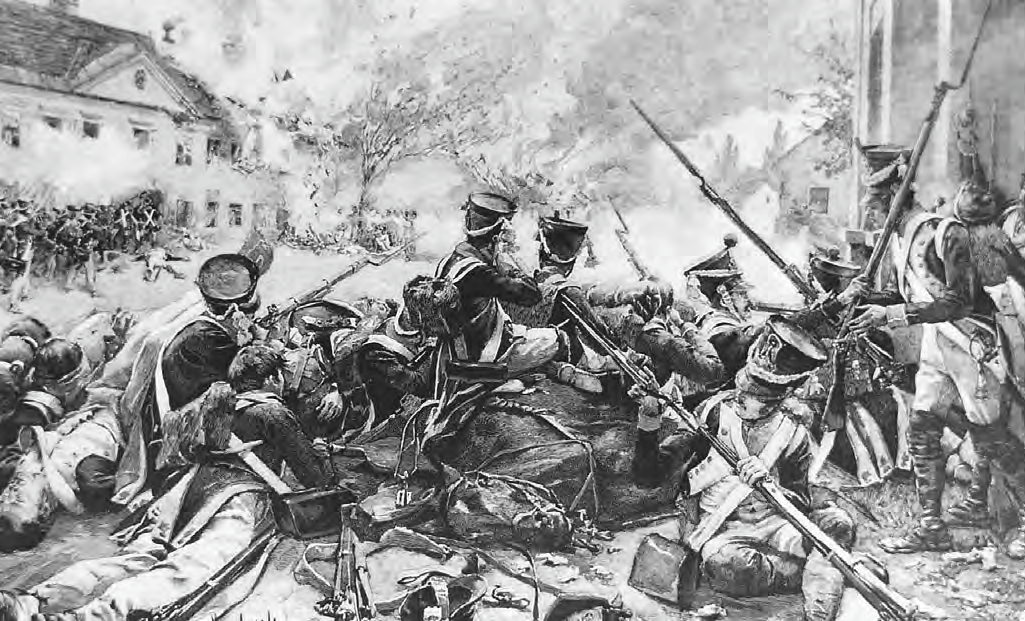
L'Infanterie française dans les rues d'Essling par Felician Myrbach (1906).

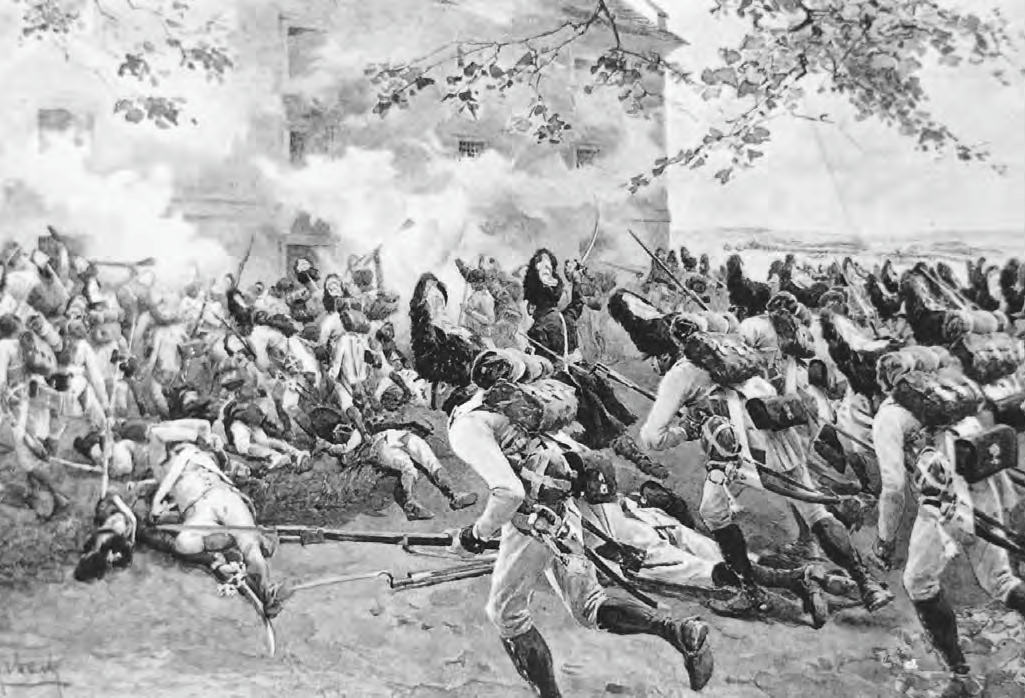
Les Grenadiers autrichiens chargent le grenier fortifié d'Essling par Felician Myrbach (1906).

La cavalerie autrichienne repasse alors à l'attaque ; après avoir attaqué Aspern et Essling, les Autrichiens reportent leur effort sur le centre. Lannes, bien soutenu par la cavalerie de Bessières, brise leur avancée ; la Jeune Garde reprend Essling. Lannes profite d'un moment de calme pour se promener en compagnie du général Pouzet, son ancien instructeur des volontaires du Gers ; celui-ci est tout d'un coup atteint par une balle, et meurt sur le coup. Bouleversé, Lannes s'éloigne du cadavre et va alors s'asseoir sur une petite butte. Là, un petit boulet de trois livres venant d'Enzersdorf, après avoir ricoché, vient le frapper à l'endroit où ses genoux sont croisés.

Napoléon rendant visite aux blessés de Lobau de Charles Meynier, Versailles.

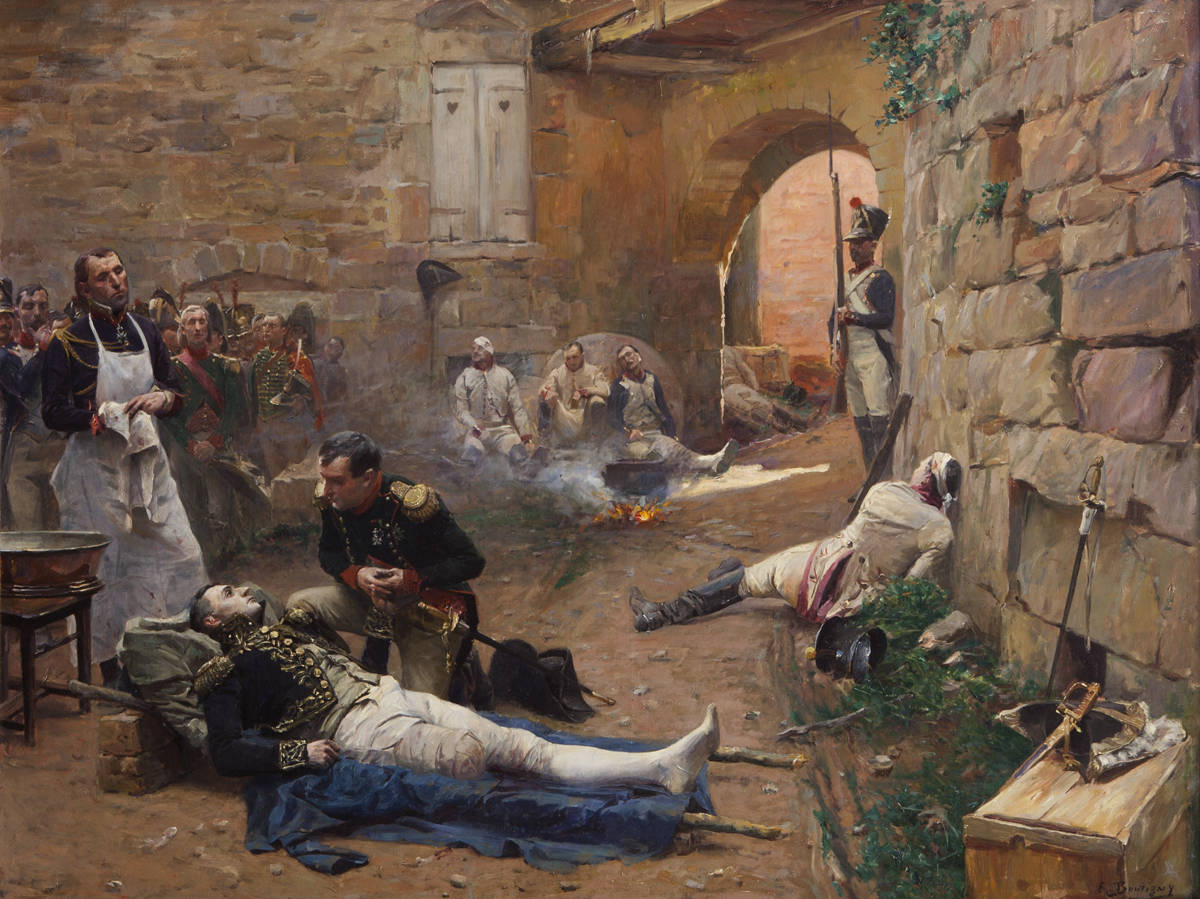
Lannes blessé et amputé de la jambe de Paul-Émile Boutigny.

Sa rotule gauche est brisée, les os sont fracassés, les ligaments, déchirés et les tendons, coupés. L'artère poplitée est rompue. Quant à la jambe droite, elle a le jarret déchiré. Transporté sur l'île Lobau, il y est, après un grand conciliabule entre les chirurgiens, amputé de la jambe gauche par Larrey. Souffrant de la soif sur l'île, qu'il ne peut quitter après une nouvelle rupture du pont, il ne voit pas la retraite sur Lobau de l'armée au complet, menée par Masséna. Dans la matinée du 23 mai, on transporte Lannes sur la rive droite du fleuve, l'installant dans une des maisons d'Ebersdorf. Durant quatre jours, l'état du maréchal paraît satisfaisant, et Lannes parle déjà de se faire fabriquer une jambe artificielle comme celle du général Palfi. Mais dans la nuit du 27 au 28, Lannes est pris brutalement de fièvres et de délires. Son état s'aggrave et aucun des médecins présents, Larrey, Yvan, Paulet et Lannefranque, ne peut le sauver de la gangrène qui s'est déclarée. Le 29 mai, Napoléon, extrêmement affecté, restera une demi-heure au chevet de son ami, qu'il sait désormais condamné ; même le docteur Frank, sommité viennoise, ne peut que confirmer le pronostic. Jean Lannes meurt le 31 mai au matin, entre cinq et six heures. L'Empereur, prévenu, arrive peu après ; il déplore : « Quelle perte pour la France et pour moi ! »

### Rapatriement du corps et hommage national
Après le départ de Napoléon, Larrey et Yvan procèdent à l'embaumement, et le corps est rapatrié à Straubing. La maréchale, avertie de la blessure, prend la route avec son frère, mais apprend en cours de route la mort de son mari, et renonce au long voyage prévu pour se rendre à Paris. Napoléon lui écrit :

« Ma cousine, le maréchal est mort ce matin des blessures qu'il a reçues sur le champ d'honneur. Ma peine égale la vôtre ; je perds le général le plus distingué de mes armées, mon compagnon d'armes depuis seize ans, celui que je considérais comme mon meilleur ami. »

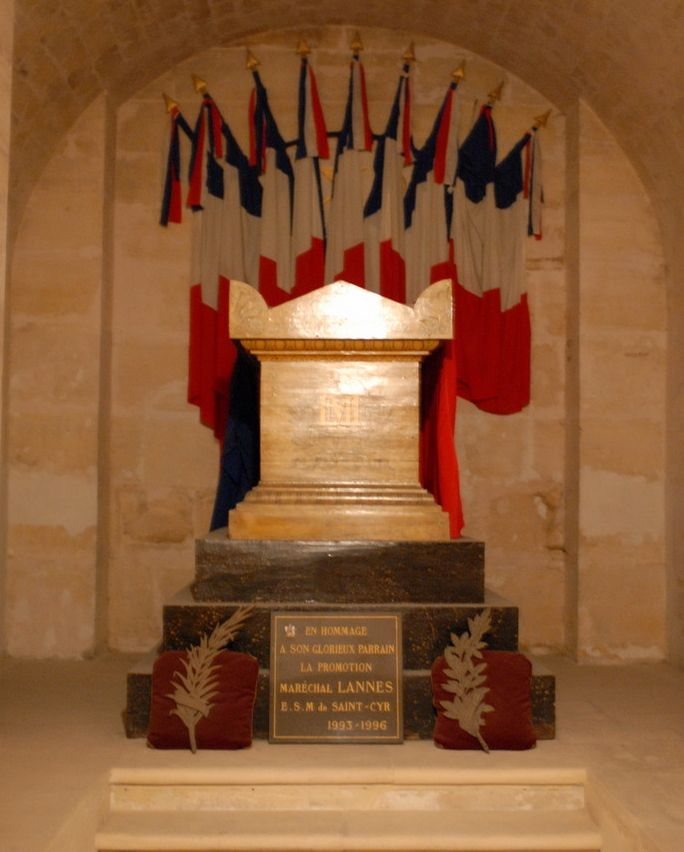
Tombe de Jean Lannes au Panthéon.

Premier maréchal de l'Empire frappé mortellement sur un champ de bataille, Jean Lannes est ramené à Strasbourg, où il reste jusqu'au 22 mai 1810. Se rendant à Braunau pour accueillir l'impératrice Marie-Louise, dont elle est demoiselle d'honneur, la duchesse de Montebello s'arrête dans la capitale alsacienne pour y prier devant le cercueil. Le 22 mai 1810, jour anniversaire de la bataille d'Essling, le char qui porte le cercueil est amené dans la cathédrale, où, après l'office et le Requiem de Mozart, il est confié au détachement qui l'emmène à Paris. Le cortège reçoit les honneurs de toutes les places qu'il traverse, et arrive à Paris le 2 juillet, et est transporté sous le dôme des Invalides, où est célébrée une messe. Les maréchaux Sérurier, Moncey, Davout et Bessières veillent le catafalque, avec quatre invalides de combats où Lannes avait commandé.
Le 6 juillet 1810, jour anniversaire de la bataille de Wagram, le corps est inhumé au Panthéon. Le cortège comprend la cavalerie, commandée par le général Saint-Germain, puis l'infanterie, menée par le général Claparède, suivie de l'artillerie, sous les ordres du général d'Aboville ; fermant le cortège de la troupe, le général Andréossy commande le génie. Le général Hullin, gouverneur militaire de Paris, et les maréchaux présents alors suivent, précédant le cortège religieux et celui des dignitaires de l'Empire. Le cercueil de Saint-Hilaire, également placé aux Invalides sur un catafalque, est descendu après celui du maréchal dans les caveaux du Panthéon. C'est le maréchal Davout, désormais prince d'Eckmühl, qui lit le discours rendant hommage à Lannes.
Sa veuve est faite dame d'honneur de l'Impératrice Marie-Louise, et refusera tout nouveau mariage. Elle fait le 22 juin 1818 don à la ville de Lectoure des bâtiments de l'ancien évêché, que Lannes avait racheté en 1790 comme bien national. Dans ces bâtiments s'installent la sous-préfecture, la mairie et le tribunal.

## Regards des contemporains
D'un naturel bouillant, s'emportant souvent facilement, Jean Lannes acquit peu à peu la patience et la maîtrise de sa volonté qui lui manquait pour faire d'un bon capitaine un grand général. Habitué à un franc-parler, il n'acquit jamais les habitudes de cour que la distinction impériale pouvait exiger, même devant l'Empereur lui-même.
Napoléon déclare depuis Sainte-Hélène :

« Chez Lannes, le courage l'emportait d'abord sur l'esprit ; mais l'esprit montait chaque jour pour se mettre en équilibre ; je l'avais pris pygmée, je l'ai perdu géant.

Je perds le général le plus distingué de mes armées, celui que je considérais comme mon meilleur ami ; ses enfants auront toujours des droits particuliers à ma protection. »

— Las Cases

« Lannes, le plus brave de tous les hommes était assurément un des hommes au monde sur lesquels je pouvais le plus compter… L'esprit de Lannes avait grandi au niveau de son courage, il était devenu un géant.

Lannes, lorsque je le pris pour la première fois par la main, n'était qu'un ignàrantaccio. Son éducation avait été très-négligée ; néanmoins, il fit beaucoup de progrès, et, pour en juger, il suffit de dire qu'il aurait fait un général de première classe. Il avait une grande expérience pour la guerre; il s'était trouvé dans cinquante combats isolés, et à cent batailles plus ou moins importantes. C'était un homme d'une bravoure extraordinaire : calme au milieu du feu, il possédait un coup d'œil sûr et pénétrant, prompt à profiter de toutes les occasions qui se présentaient, violent et emporté dans ses expressions, quelquefois même en ma présence. Il m'était très-attaché. Dans ses accès de colère, il ne voulait permettre à personne de lui faire des observations, et même il n'était pas toujours prudent de lui parler, lorsqu'il était dans cet état de violence. Alors, il avait l'habitude de venir à moi, et de me dire qu'on ne pouvait se fier à telle et telle personne. Comme général il était infiniment au-dessus de Moreau et de Soult »

— O'Meara
Chaptal écrit dans Mes souvenirs sur Napoléon édité en 1893 : 

« Deux ou trois généraux avaient conservé auprès de lui (Napoléon) une liberté de pensée et de conduite que les autres n'avaient pas. Le maréchal Lannes est néanmoins le seul qui ait gardé sa franchise et son indépendance. Passionné pour Napoléon, il n'a jamais souscrit aux caprices de son maître, il ne lui a jamais ni masqué ni caché sa manière de voir. Sur le champ de bataille comme à la Cour, il ne lui taisait aucune vérité. Aussi étaient-ils presque toujours brouillés, ou plutôt en bouderie ; car le raccommodement le plus entier s'opérait à la première vue, et le maréchal terminait presque toujours en disant avec humeur qu'il était bien à plaindre d'avoir pour cette catin une passion aussi malheureuse. L'Empereur riait de ces boutades, parce qu'il savait qu'au besoin, il trouverait toujours le maréchal ». »

## Titres
- 1er Duc de Montebello et de l'Empire (décret du 19 mars 1808, lettres patentes du 1er juin 1808, signées à Bayonne[192],[193]) ;
- Donataire
  - Pour un revenu de 327 820 francs prélevé sur la principauté de Sieviers (dans le duché de Varsovie) ;
  - En Westphalie et en Hanovre (30 juin 1807 et 10 mars 1808[193]) ;

## Distinctions
- Sabre d'honneur après la bataille de Marengo (arrêté consulaire du 17 messidor an VIII)
- Légion d'honneur ( Empire français) :
  - Grand officier (25 prairial an XII (14 juin 1804), puis,
  - Grand aigle de la Légion d'honneur (13 pluviôse an XIII (2 février 1805),
  - Chef de la 9e cohorte ;
- Commandant de l'ordre de la Couronne de fer ( Royaume d'Italie) ;
- Grand'croix de l'Ordre du Christ ( Royaume de Portugal) ;
- Grand-croix de l'Ordre militaire de Saint-Henri ( Royaume de Saxe) ;
- Chevalier de l'Ordre de Saint-André ( Empire russe)[194],[195].

## Armoiries
| Figure | Blasonnement |
|        | Armes du duc de Montebello et de l'Empire De sinople, à l'épée d'or en pal, la poignée en bas. Chef de duc.,. Pour livréescramoisi, or, verd ; cette dernière couleur dans les bordures seulement. |

## Unions et descendance
Alors qu'il est chef de brigade à l'armée des Pyrénées orientales, Jean Lannes épouse, le 29 ventôse an III (19 mars 1795), Catherine Jeanne Josèphe Barbe Polette Méric (née en 1773 - Perpignan), fille de Pierre Méric, un riche banquier de Perpignan.
Ce mariage est dissous par jugement du 18 mai 1800, confirmé par autre jugement définitif du 22 août suivant, à la découverte de la non-annulation d'un précédent mariage de Polette Méric[réf. nécessaire].
Son fils, Jean-Claude (1er février, 1799, Montauban - 1817), fut déclaré illégitime. Malgré ces deux jugements, Jean-Claude revendiqua son droit d'aînesse et la pairie en 1815, 1816 et 1817 : mais il mourut pendant l'instance du procès au mois d'octobre de cette dernière année.
Lannes convole en secondes noces, le 15 septembre 1800 à Dornes (Nièvre), avec Louise de Guéhéneuc (1782-1856).
Jasmin, qui déclame son Ode au Maréchal Lannes. Le monument est placé à l’extrémité est de la promenade du Bastion.
Une autre statue de Jean Lannes se trouve dans la cour d'honneur du château de Versailles, à l'instar de Masséna, Mortier et Jourdan. En réalité, ces statues célébraient respectivement les généraux Lasalle, Saint-Hilaire, Colbert et Espagne. Leurs têtes furent remplacées par les têtes des maréchaux lorsque l'on déplaça les statues de Paris à Versailles, pour les mettre à côté des statues de du Guesclin, Bayard, Condé, Turenne, Sully, Suger et Duquesne. Les statues n'ornent plus la cour d'honneur, mais un buste de Lannes, réalisé par François Masson, est placé dans la galerie des Batailles.
Une troisième statue de Lannes se trouve à Paris sur la face du palais du Louvre du côté de la rue de Rivoli, dans l'aile Rohan, avec ses anciens compagnons Kléber, Desaix et Masséna. Elle est l'œuvre de Vital Gabriel Dubray en 1857.
Une quatrième statue par Charles Antoine Callamard ou Charles-René Laitié est érigée dans le parc du lycée militaire de Saint-Cyr, dont il est le parrain de la 180e promotion.
Le nom du maréchal Lannes est également placé sur le pilier est dans les noms gravés sous l'arc de triomphe de l'Étoile à Paris.
Un buste à son effigie est exposé dans l'hémicycle du Sénat depuis 1842.
Enfin, dans les années 1920, le boulevard Lannes, l'un des boulevards des Maréchaux, est inauguré à Paris.

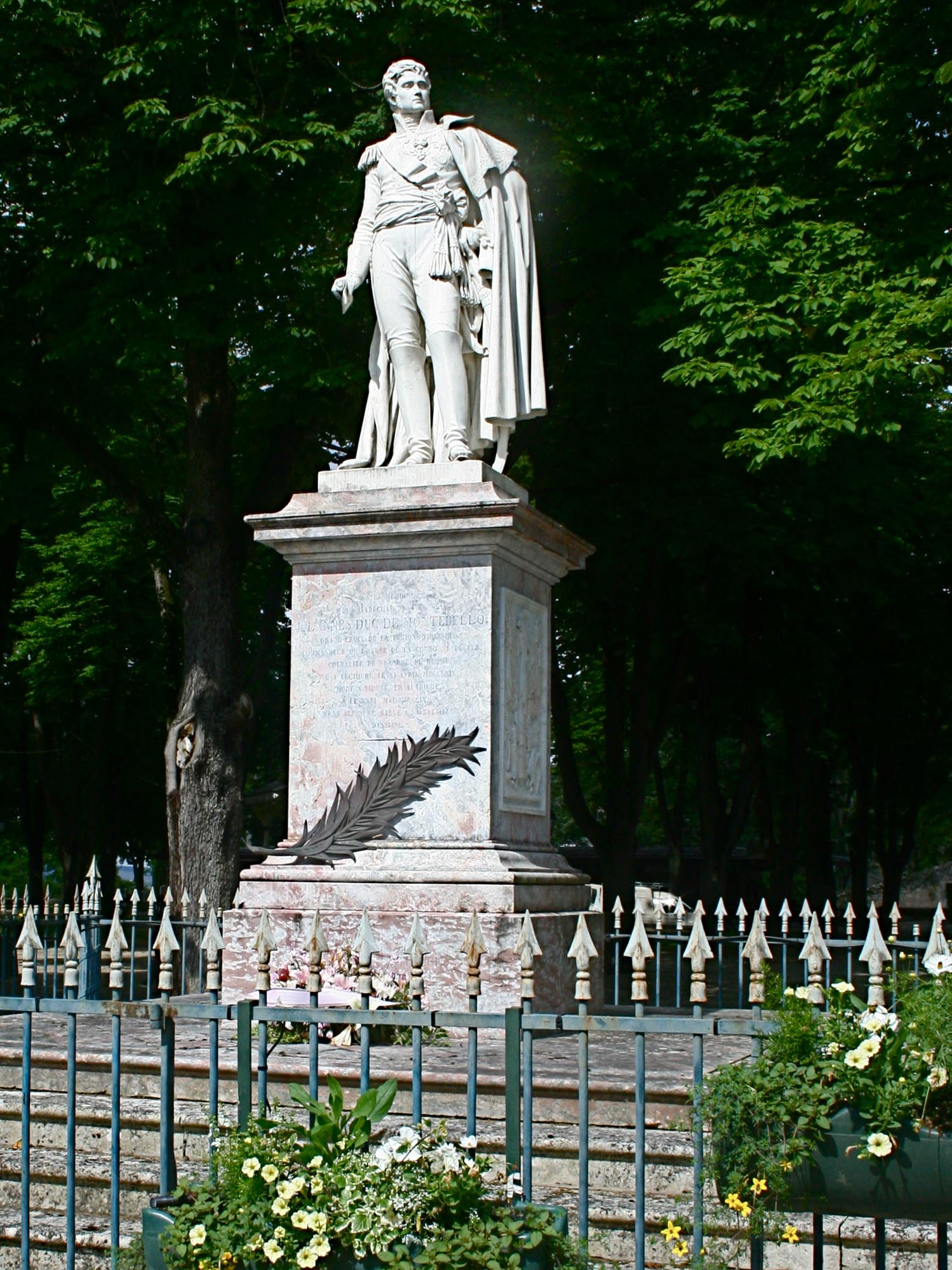
Jean-Pierre Cortot, Monument au Maréchal Lannes (1834), Lectoure.
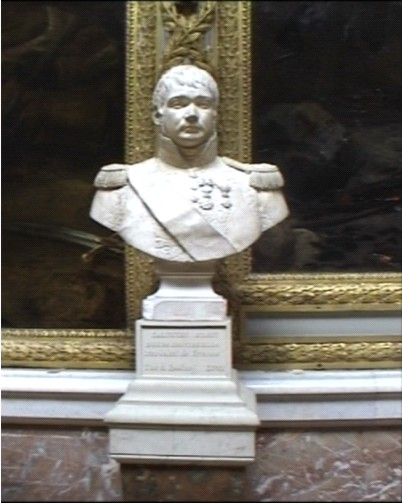
François Masson, Buste du Maréchal Lannes, château de Versailles, galerie des Batailles.
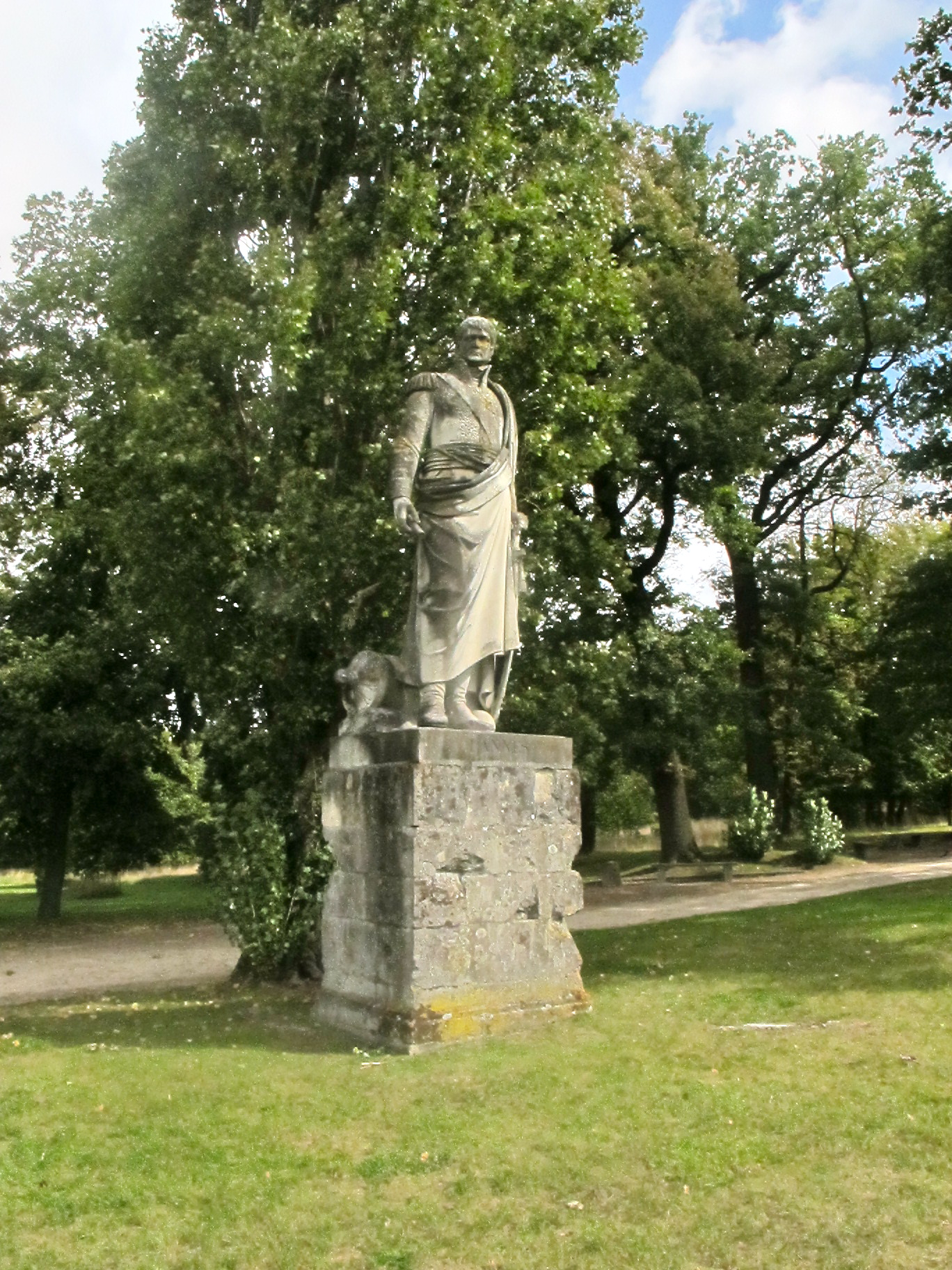
Charles Antoine Callamard ou Charles-René Laitié, Jean Lannes, duc de Montebello, maréchal de l'Empire, lycée militaire de Saint-Cyr[210].

### Iconographie

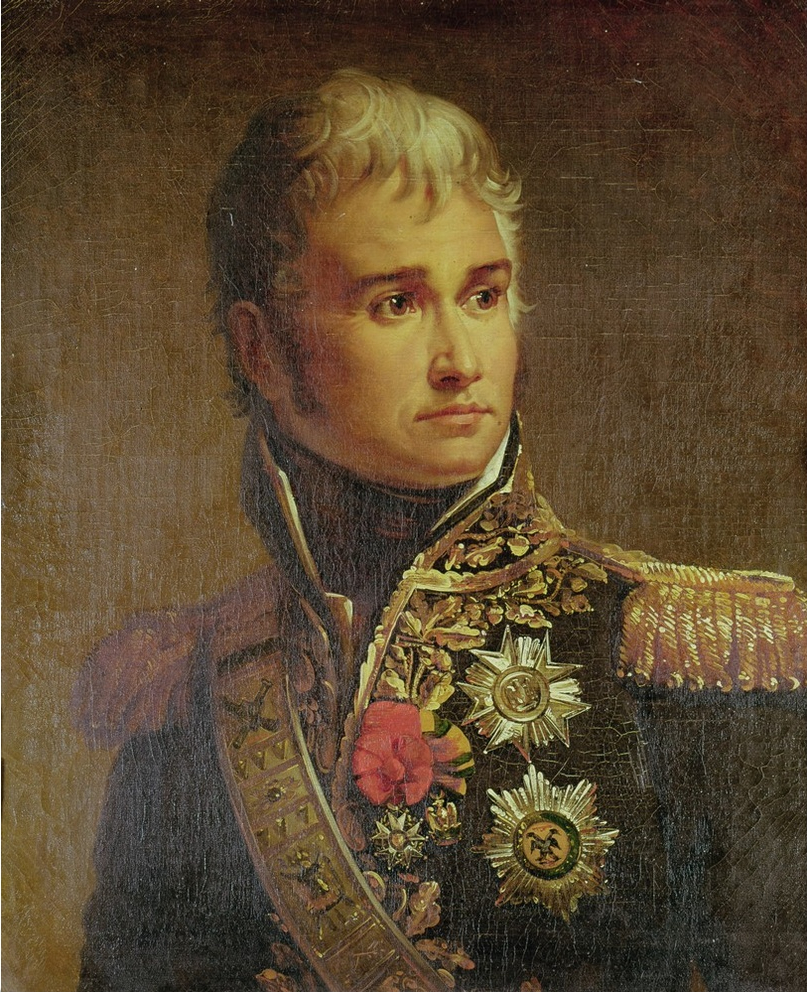
François Gérard, Le Maréchal Jean Lannes, localisation inconnue